# Musée national d'ethnologie de Munich
Pour les articles homonymes, voir Musée national d'ethnologie.

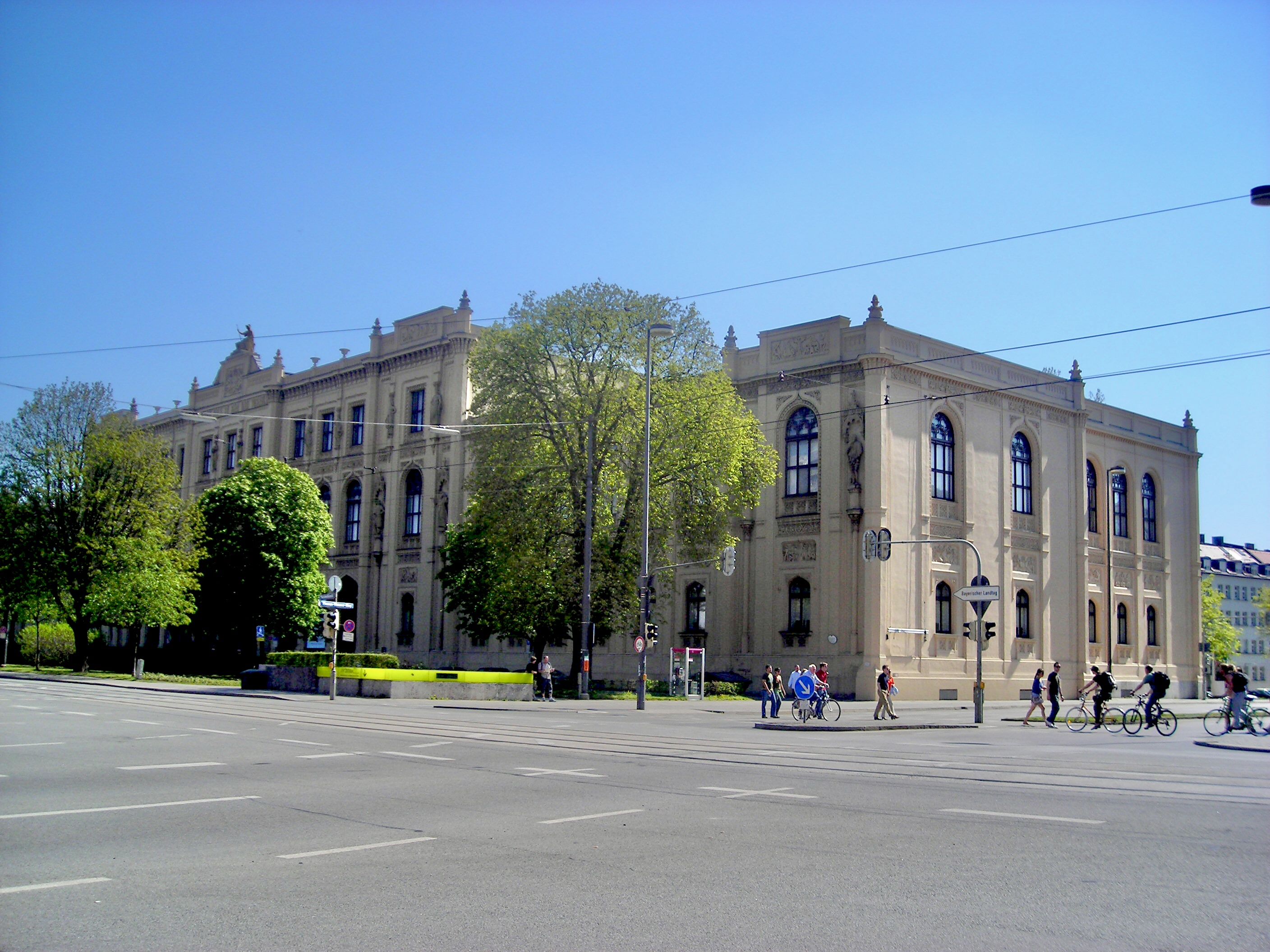

Le Musée national d'ethnologie de Munich (Museum Fünf Kontinente) est le second musée d'ethnologie d'Allemagne par sa taille. Fondé en 1862, il est le plus ancien du pays.

## Localisation
Le musée se situe dans un bâtiment construit sur la Maximilianstraße entre 1859 et 1865 par Eduard Riedel pour abriter le musée national bavarois. Les collections de ce musée sont cependant déménagées dès 1900 vers le bâtiment actuel, situé sur la Prinzregentenstraße. Le musée d’ethnologie, hébergé de 1906 à 1925 au Deutsches Museum de façon provisoire, emménage en 1926.
Le bâtiment est de style architectural gothique perpendiculaire, une forme tardive du gothique anglais.

## Collections
Ses collections sont très riches:  135 000 photographies, 160 000 œuvres d'art, d'ethnologie provenant du monde entier. Sa bibliothèque compte plus de 100 000 volumes.

### Amérique du Nord
La collection se compose d’environ 5000 objets. Le musée expose des pièces des cultures amérindiennes et inuit, comme des vêtements traditionnels en cuir, des coiffures de plumes, des masques, ou encore le plus vieux kayak conservé, datant de 1577.

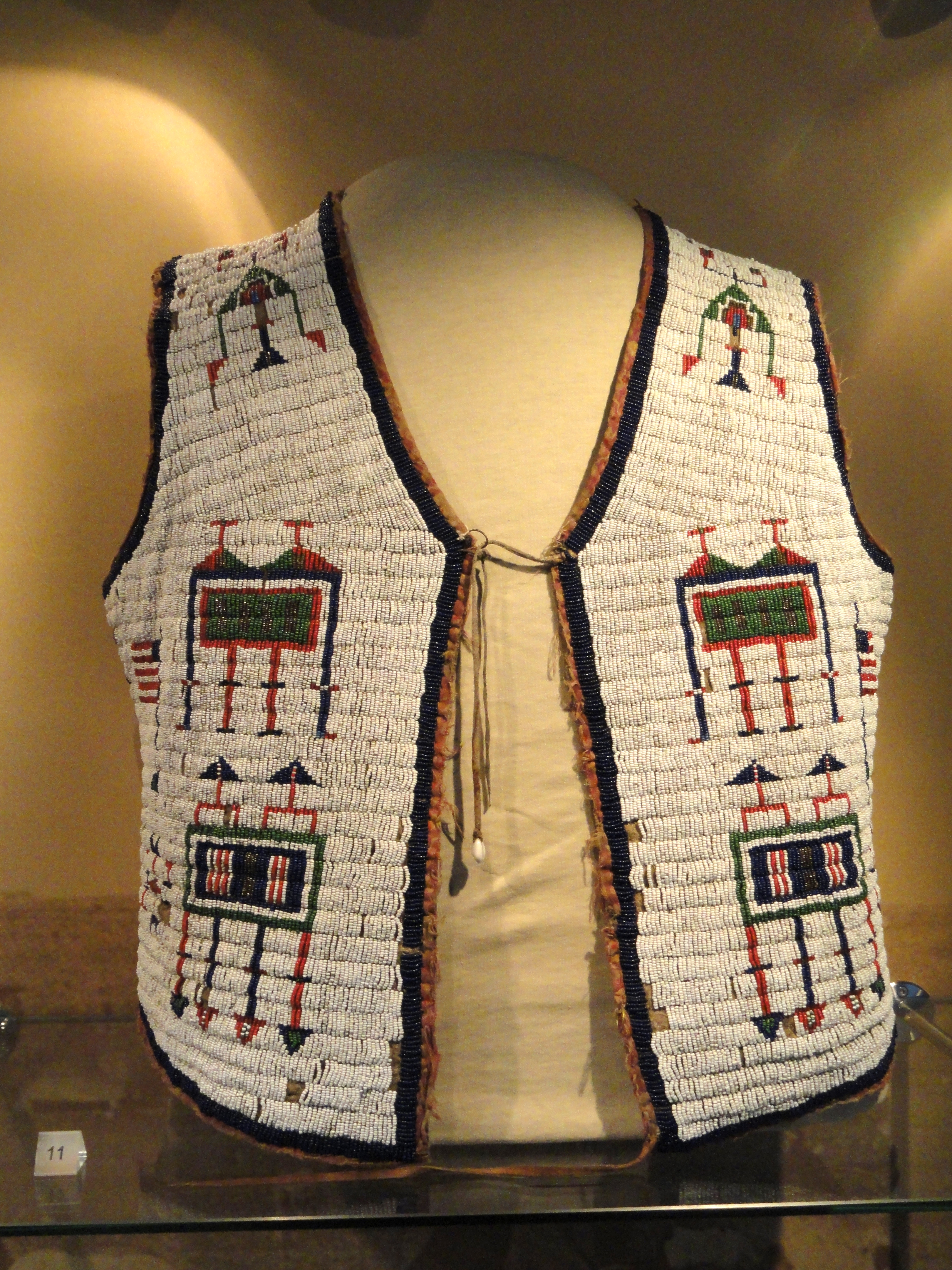
Veste en perles de verre (Grandes Plaines, XIXe siècle).
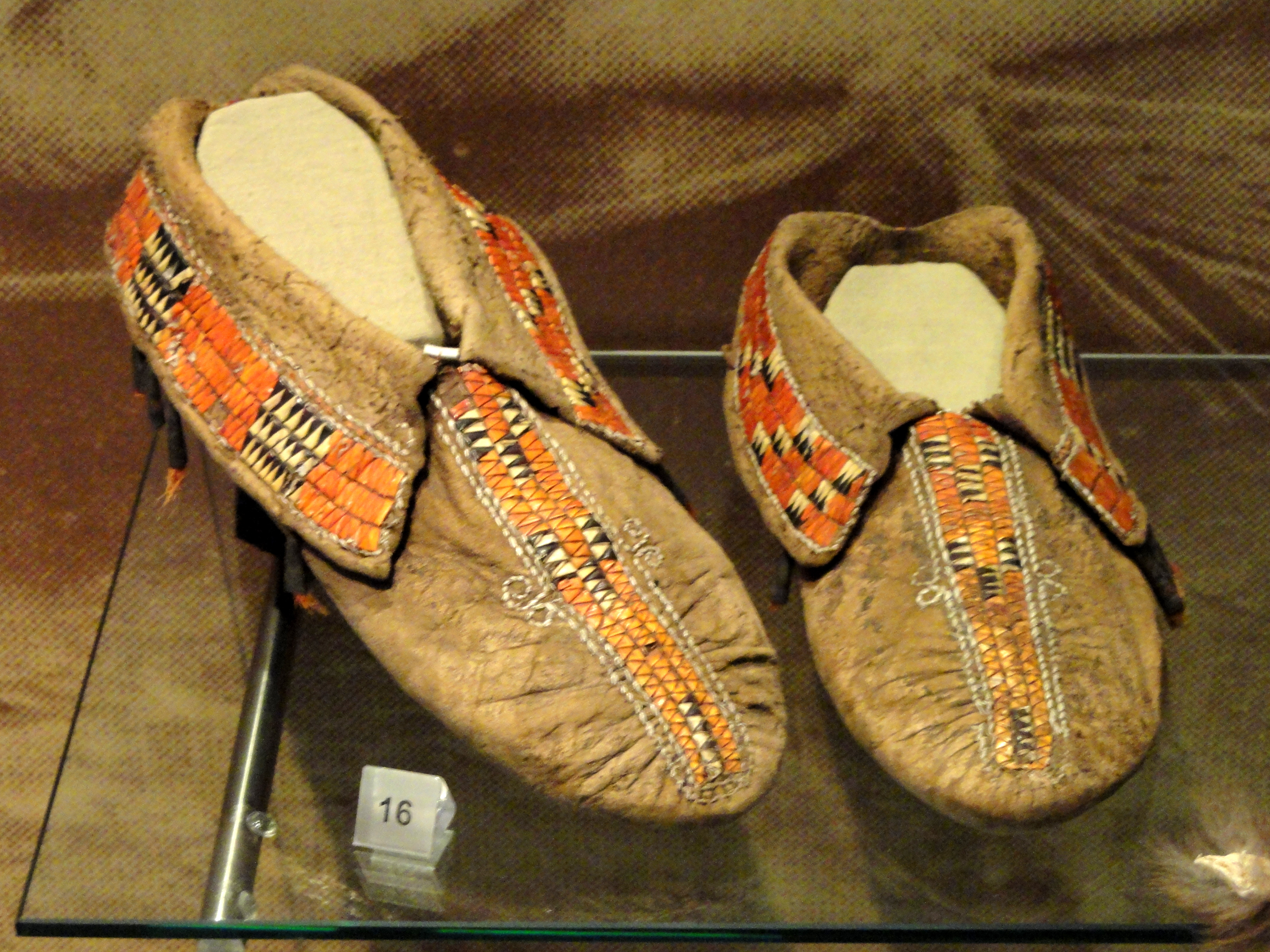
Mocassins brodés d’épines de porc-épic (XVIIIe siècle).
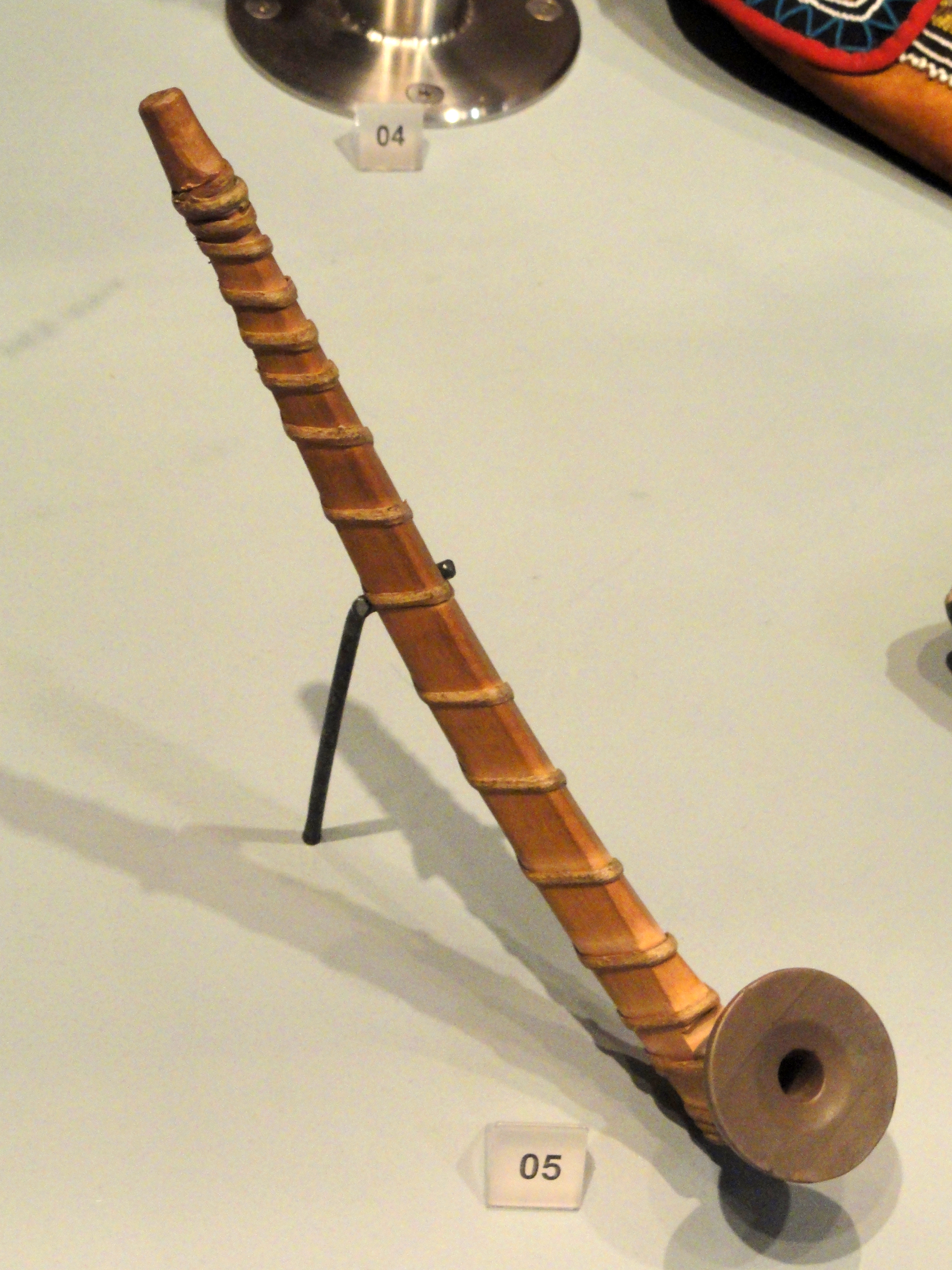
Calumet (Détroit de Bering, Alaska, XIXe siècle).
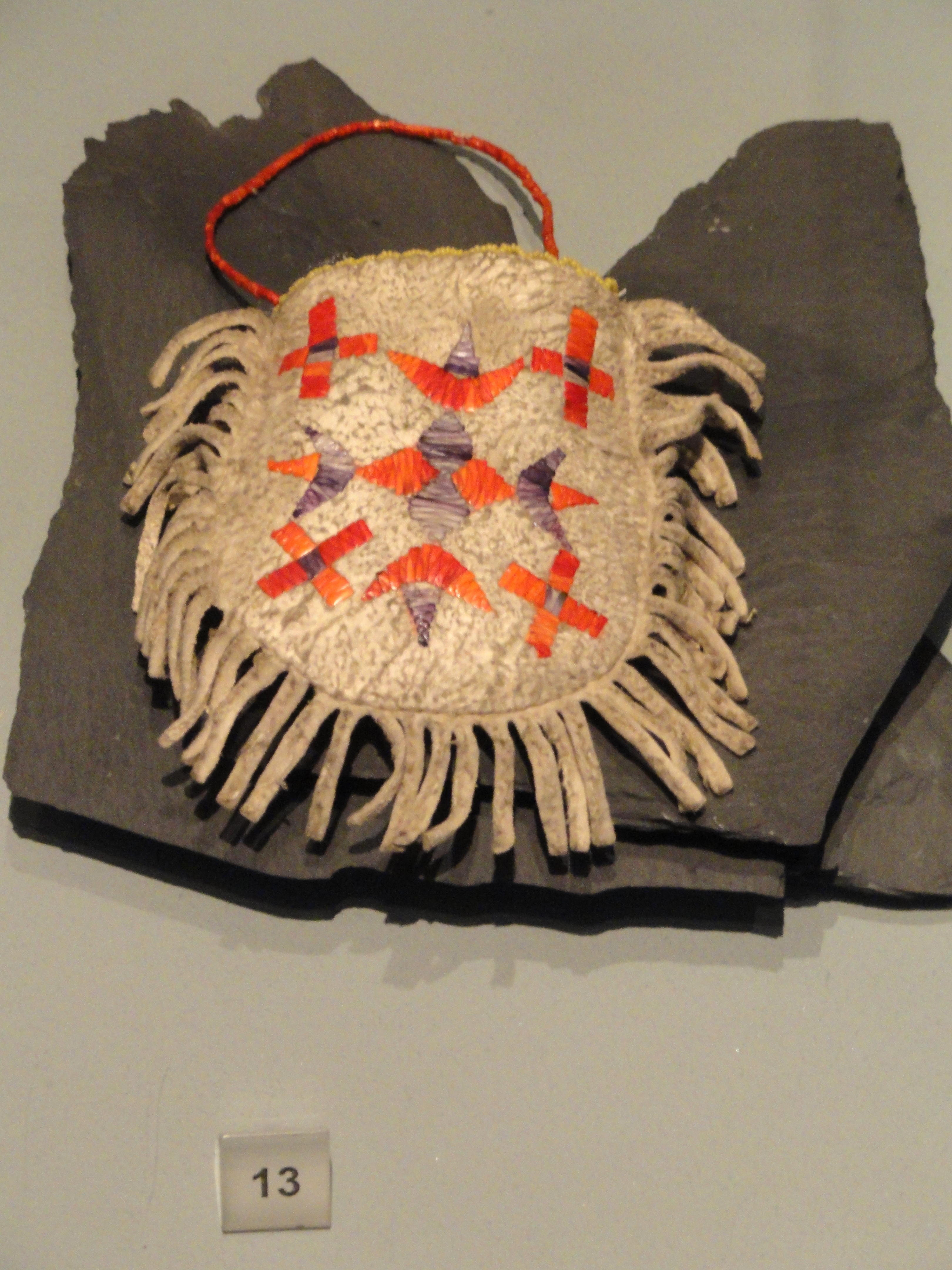
Sacoche (Dakota du Nord, 1893).
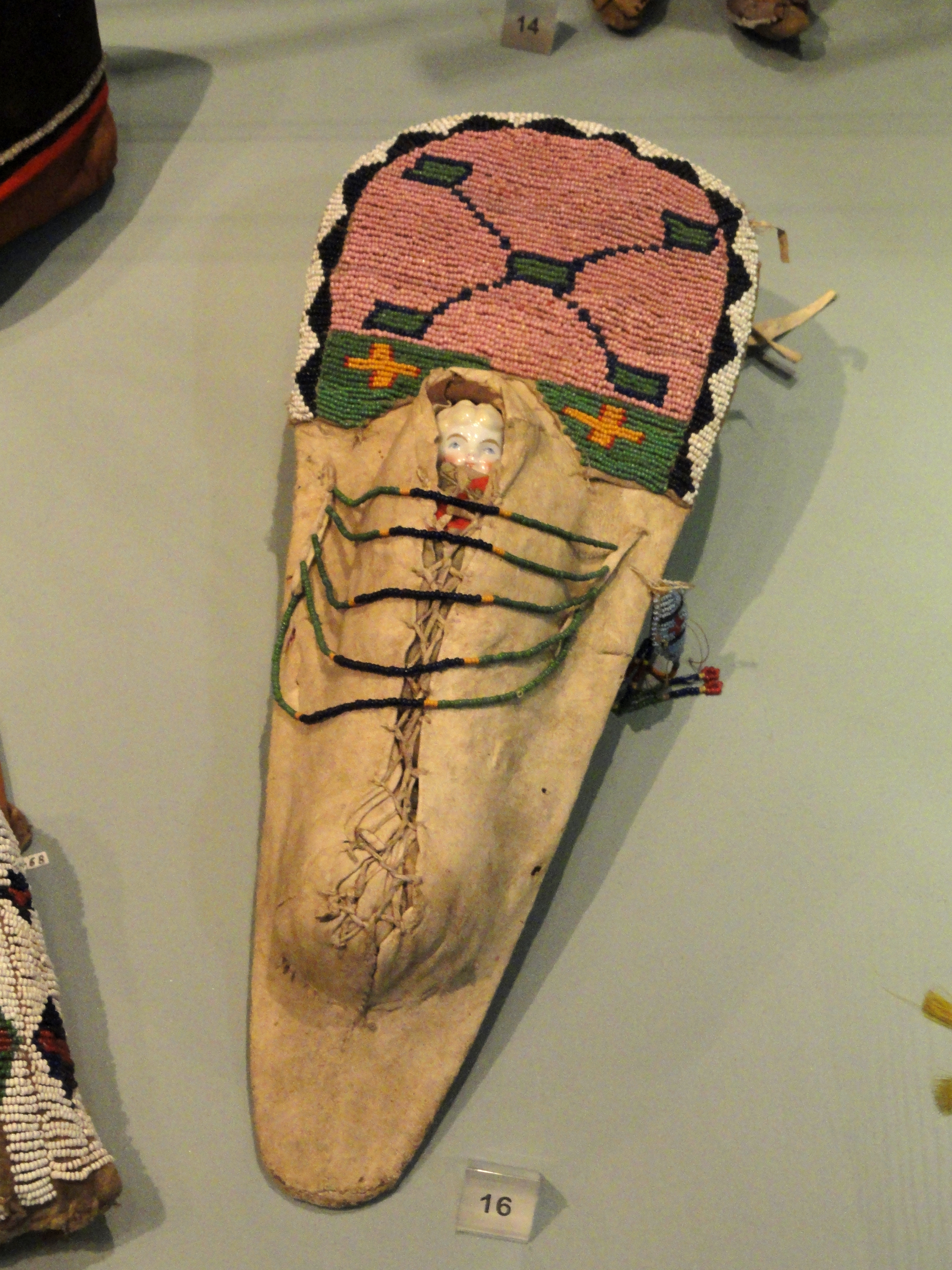
Poupée (Grandes Plaines, XIXe siècle).

### Amérique du Sud
Les collections contiennent des artefacts des civilisations précolombiennes, notamment inca et mapuche. Il s’agit de bijoux, céramiques, pièces de vaisselle ou de textiles, d’objets en or, en argent ou en bois.

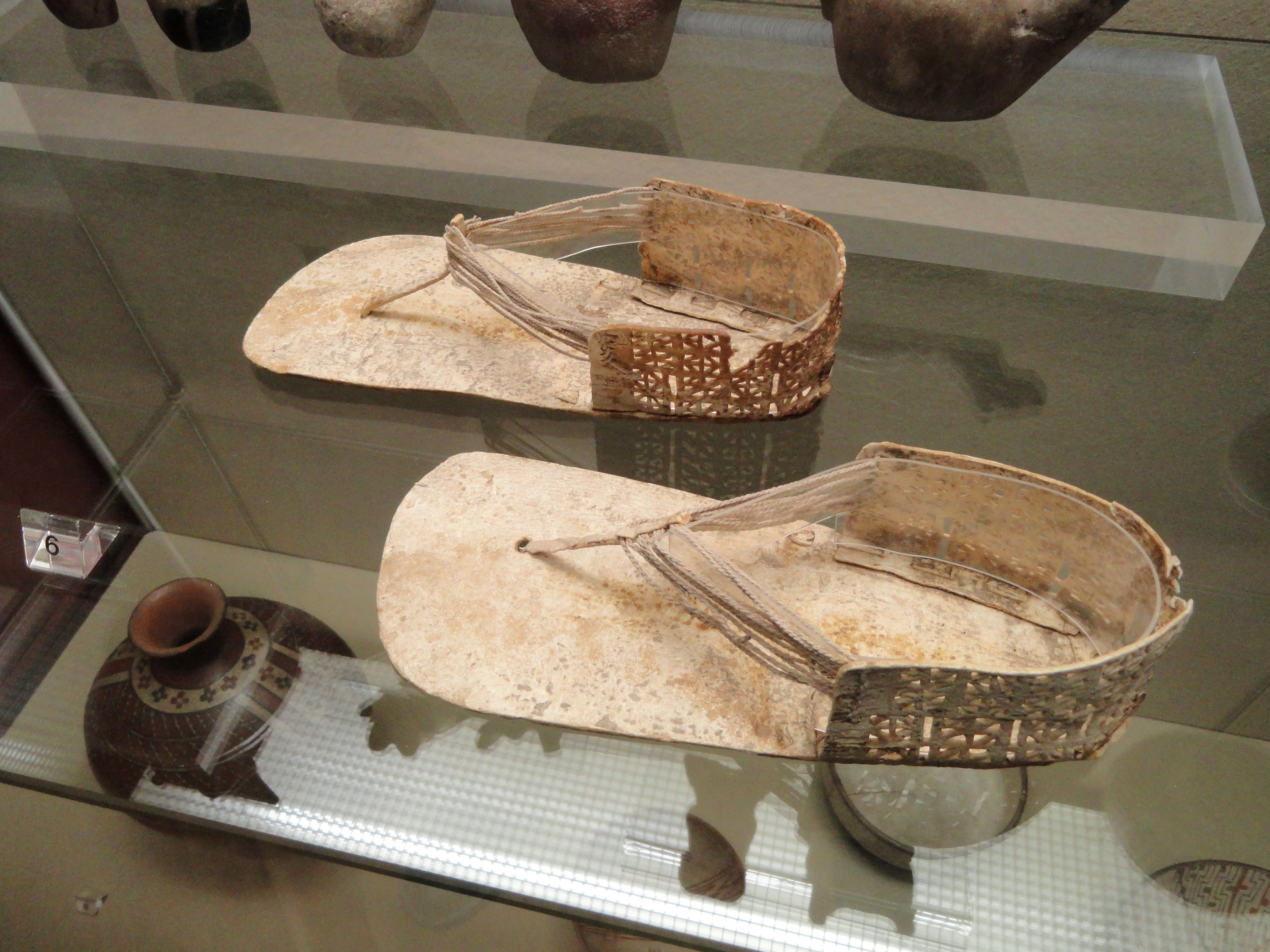
Sandales en cuir (Nazca, entre -700 et -100).
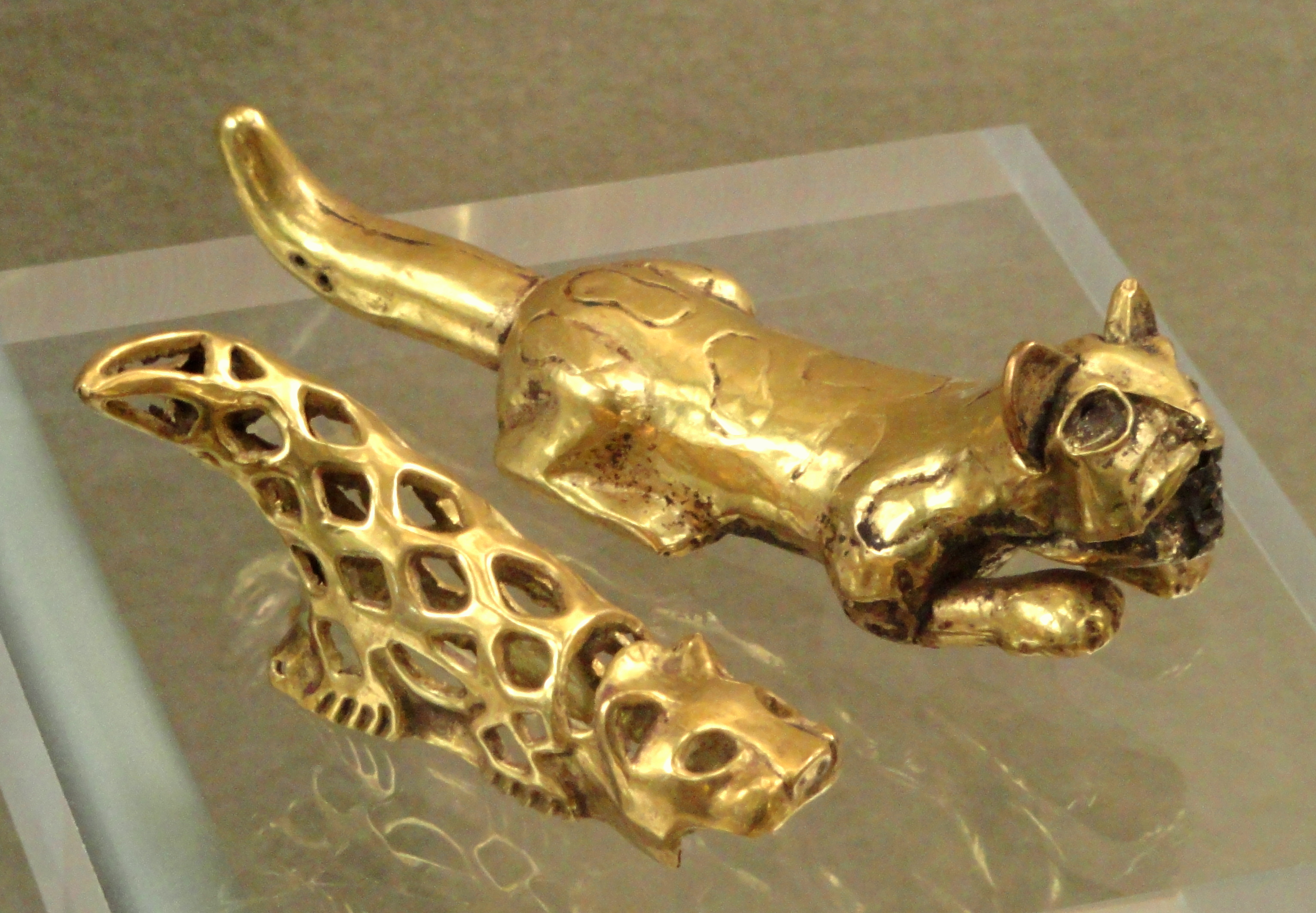
Jaguars en or (Pérou).
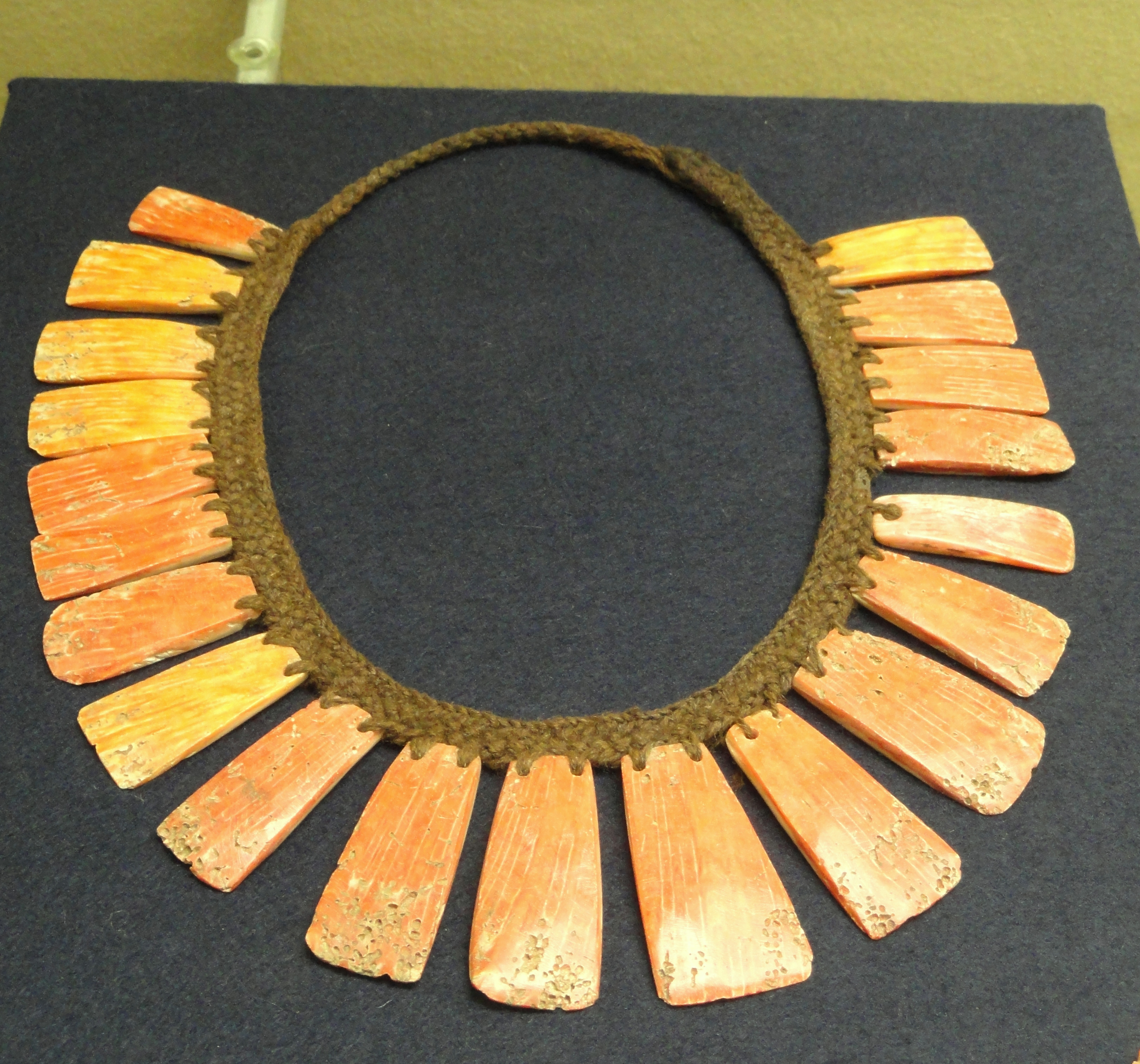
Colliers en coquilles (Nazca).
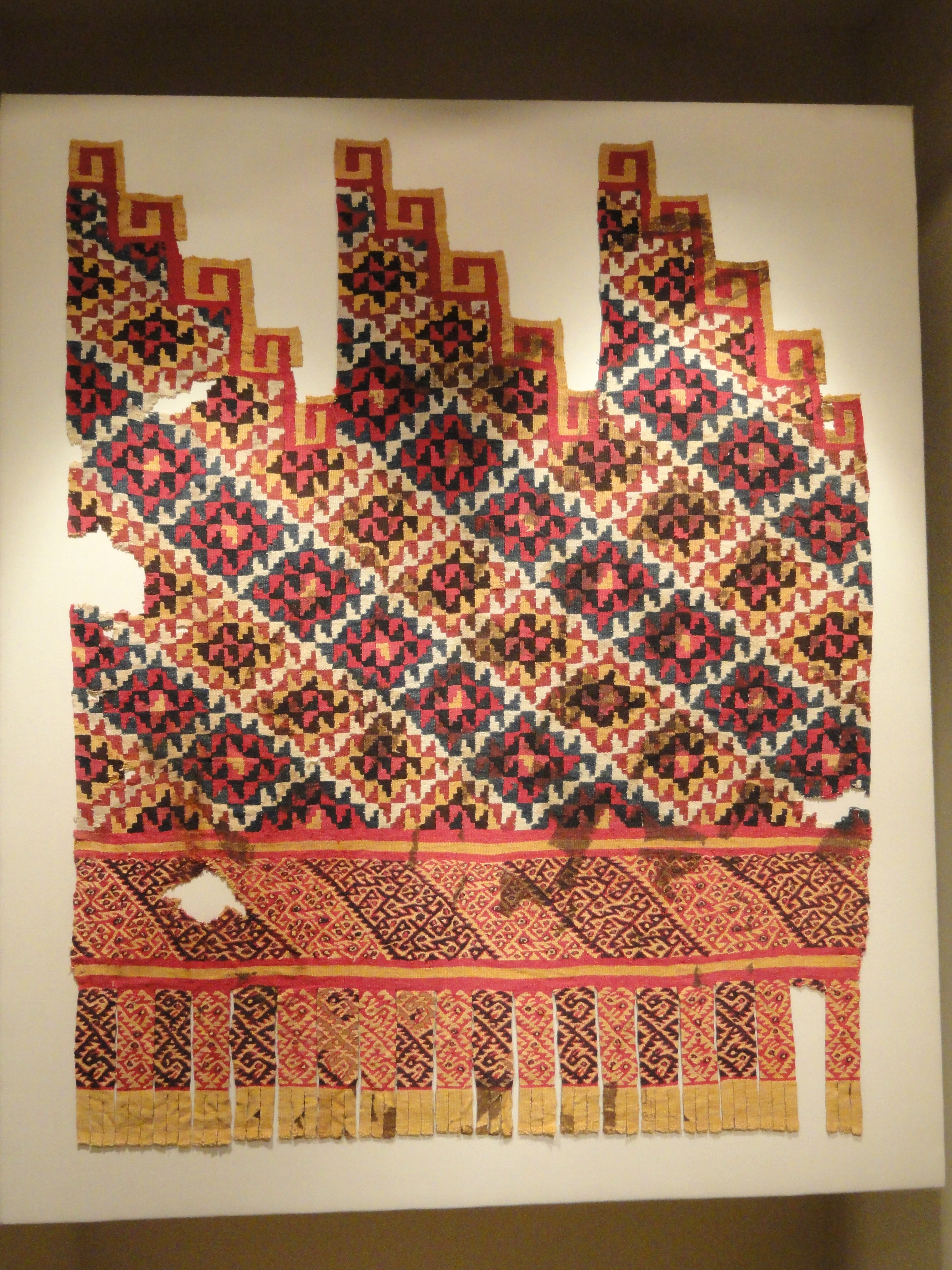
Tissu (Chancay, Pérou, entre -1450 et -1100).
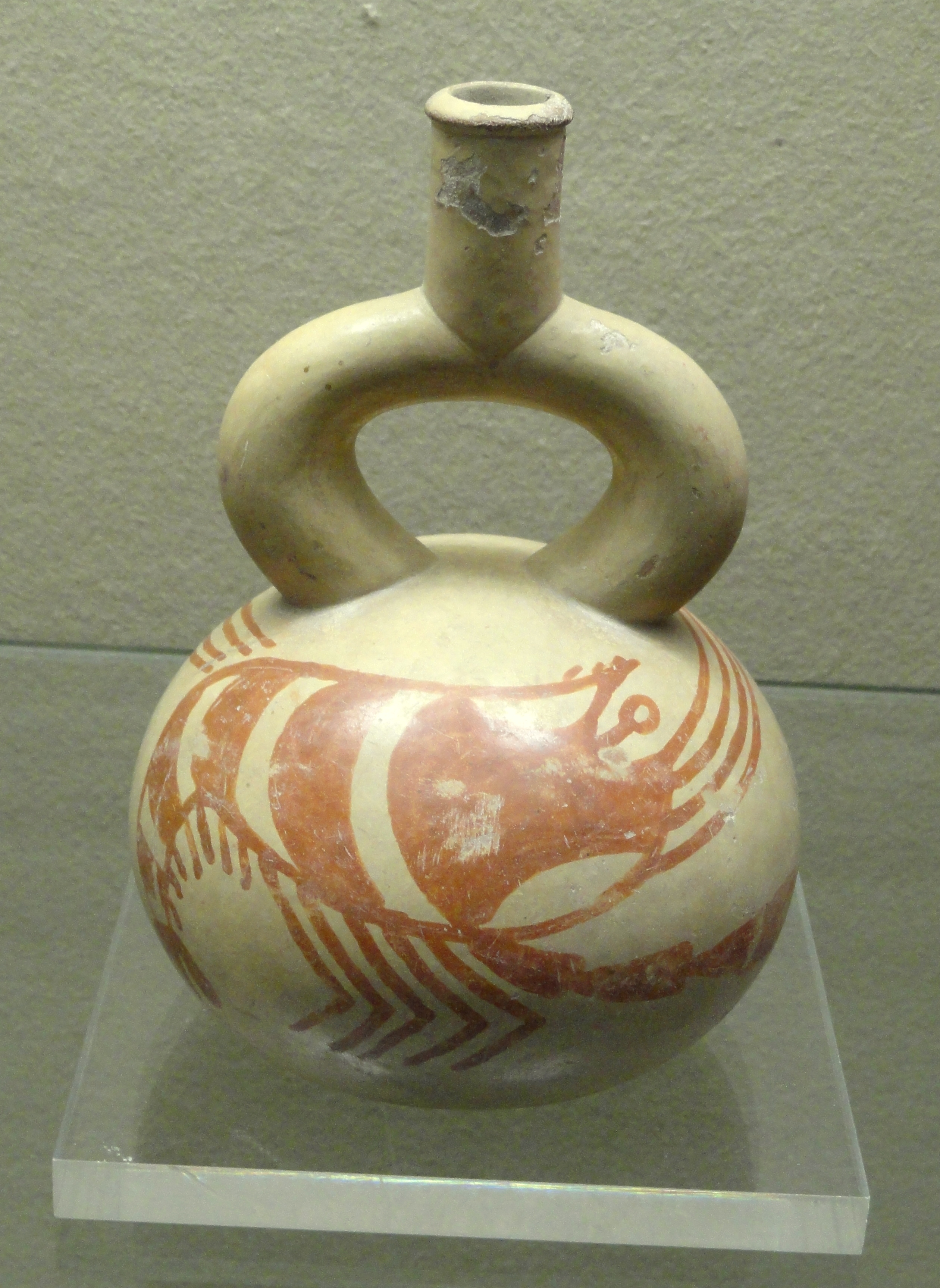
Poterie moche (Pérou, entre -600 et -100).

### Afrique
La Collection Afrique comprend environ 26 000 objets du quotidien, rituels et objets d’art provenant de pays et de régions au sud du Sahara ainsi que de populations vivant dans ce désert comme les Touaregs. Plusieurs cultures africaines sont représentées, les collections mettant en avant des masques rituels et des statuettes, ainsi que des bijoux et des armes. Ces objets sont constitués de bois, d’ivoire, d’argent et de bronze.

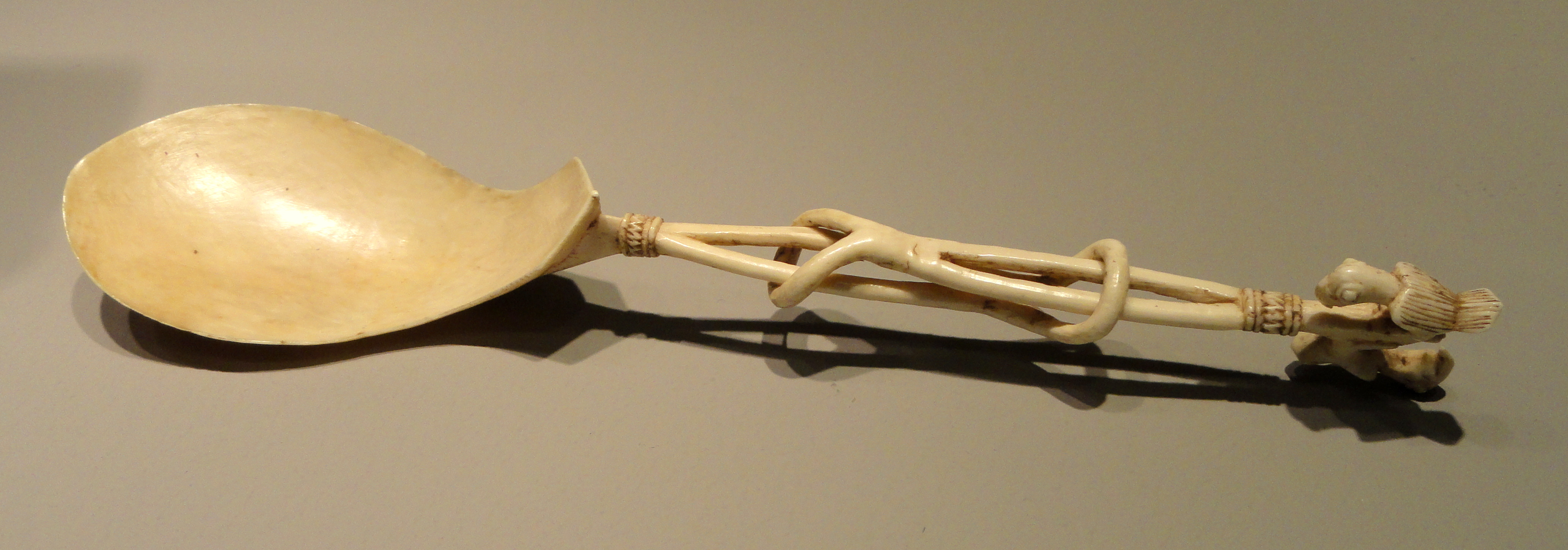
Cuillère.
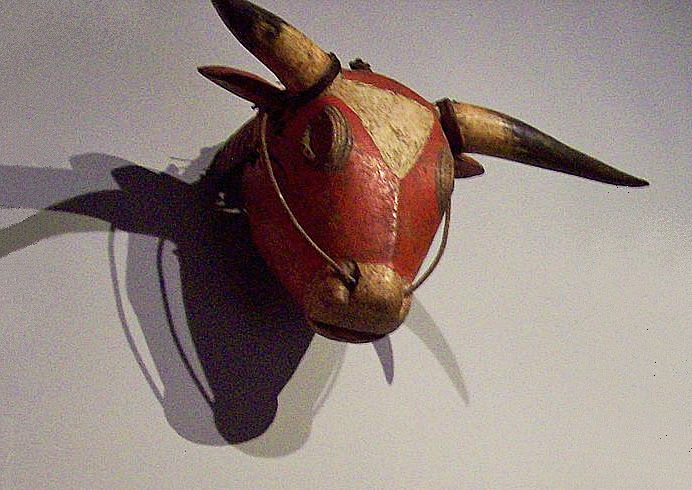
Masque zoomorphe Bidjogo (Guinée-Bissau).
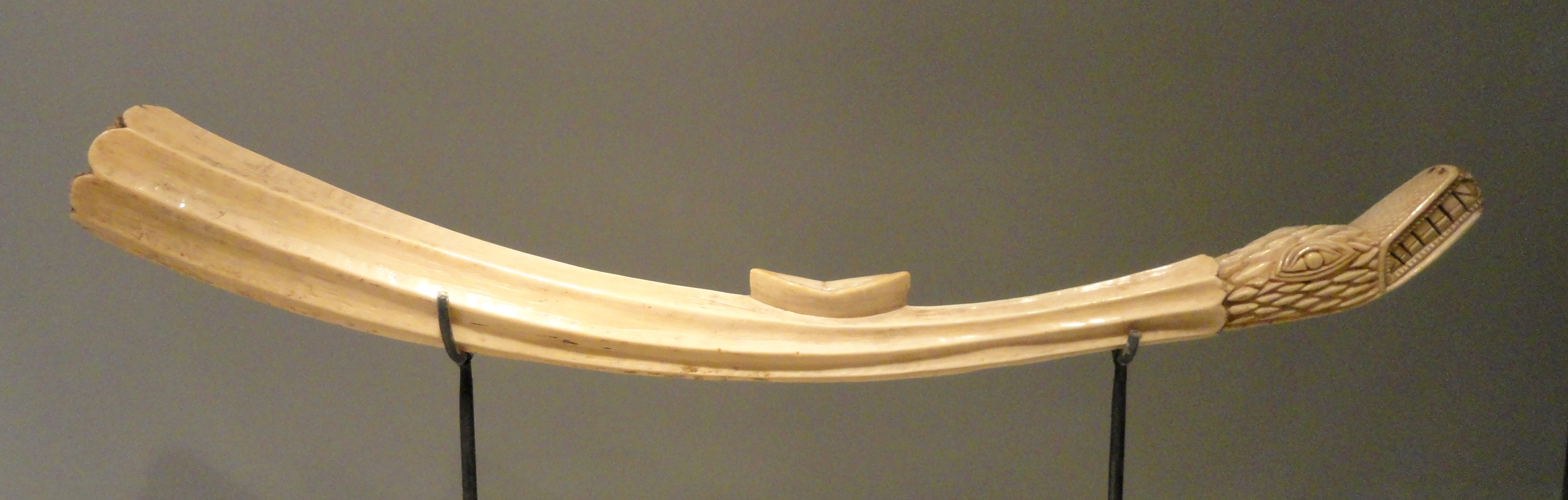
Défense sculptée d’une tête de crocodile (Afrique de l’Ouest, XVIe siècle.
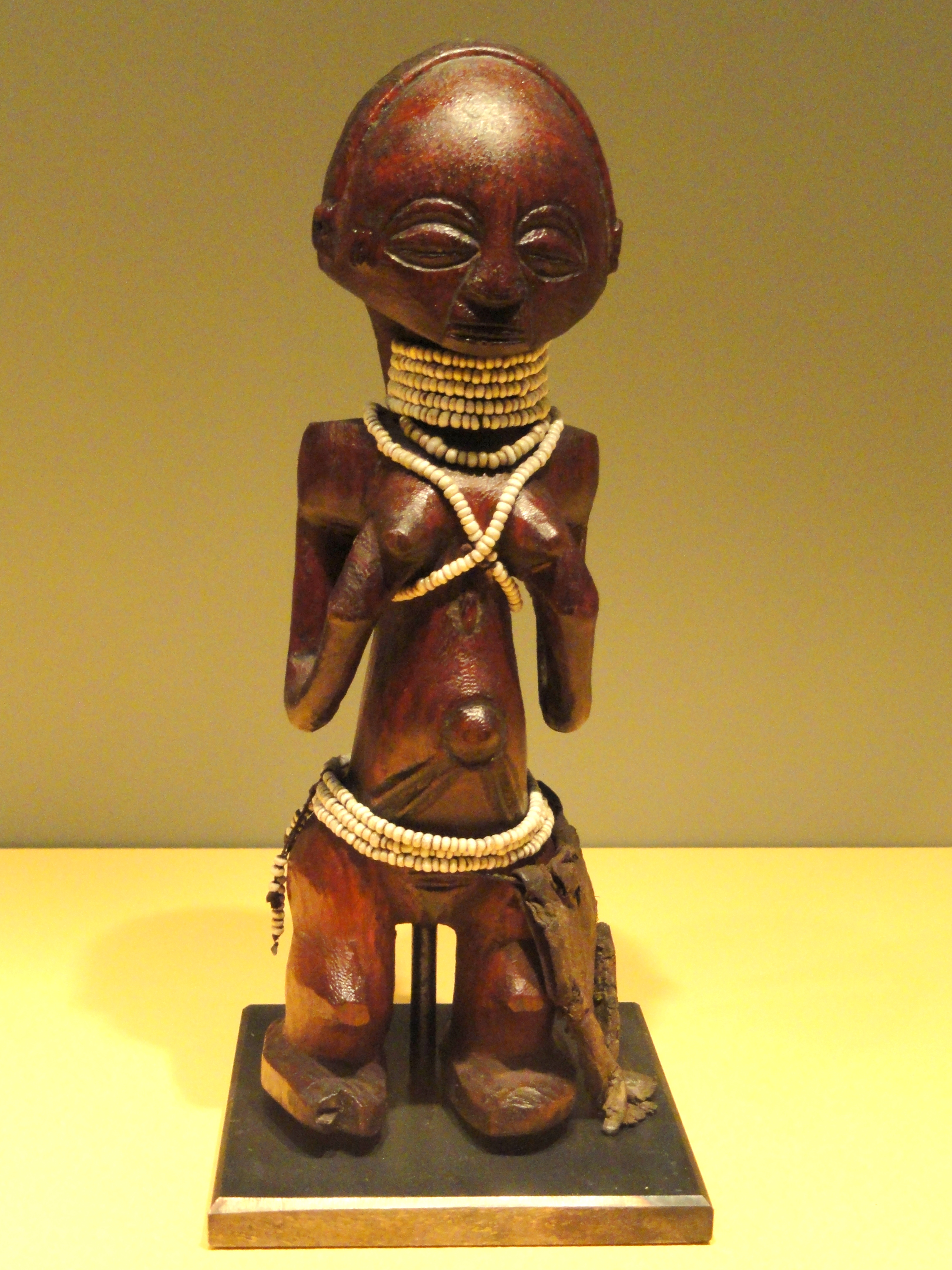
Statuette de femme (Congo, 1905).
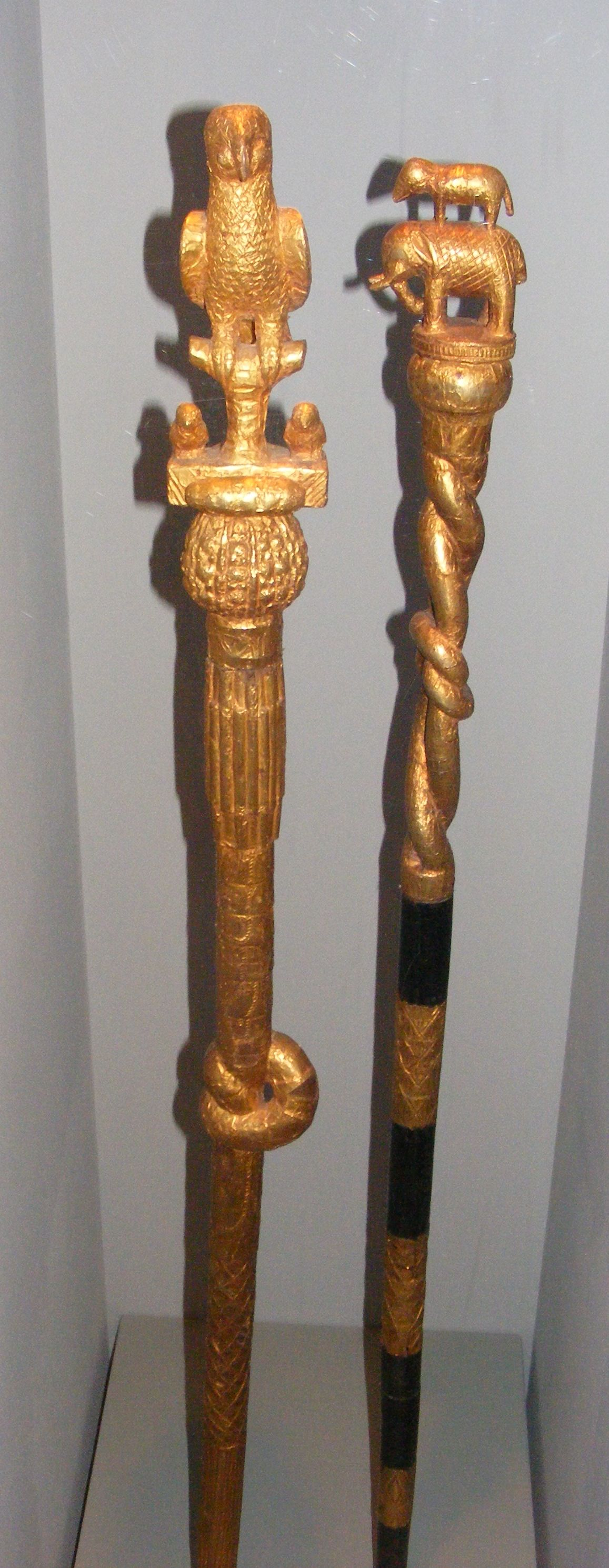
Bâtons de dignitaires Ashanti.

### Orient islamique
La collection Orient comprend environ 20 000 objets de la culture matérielle des sociétés islamiques et des groupes chrétiens et juifs vivant avec eux d’Europe du Sud-Est, d’Afrique du Nord, d’Asie occidentale et d’Asie centrale et du Sud-Ouest. Les objets exposés s’étendent entre le IXe siècle et le XIXe siècle. On y trouve entre autres des ornements en faïence provenant de la façade d’une mosquée, des objets religieux, des échantillons de calligraphie, et des pierres tombales. Les plus de 1300 tapis et fragments de tapis constituent une collection unique en Europe.

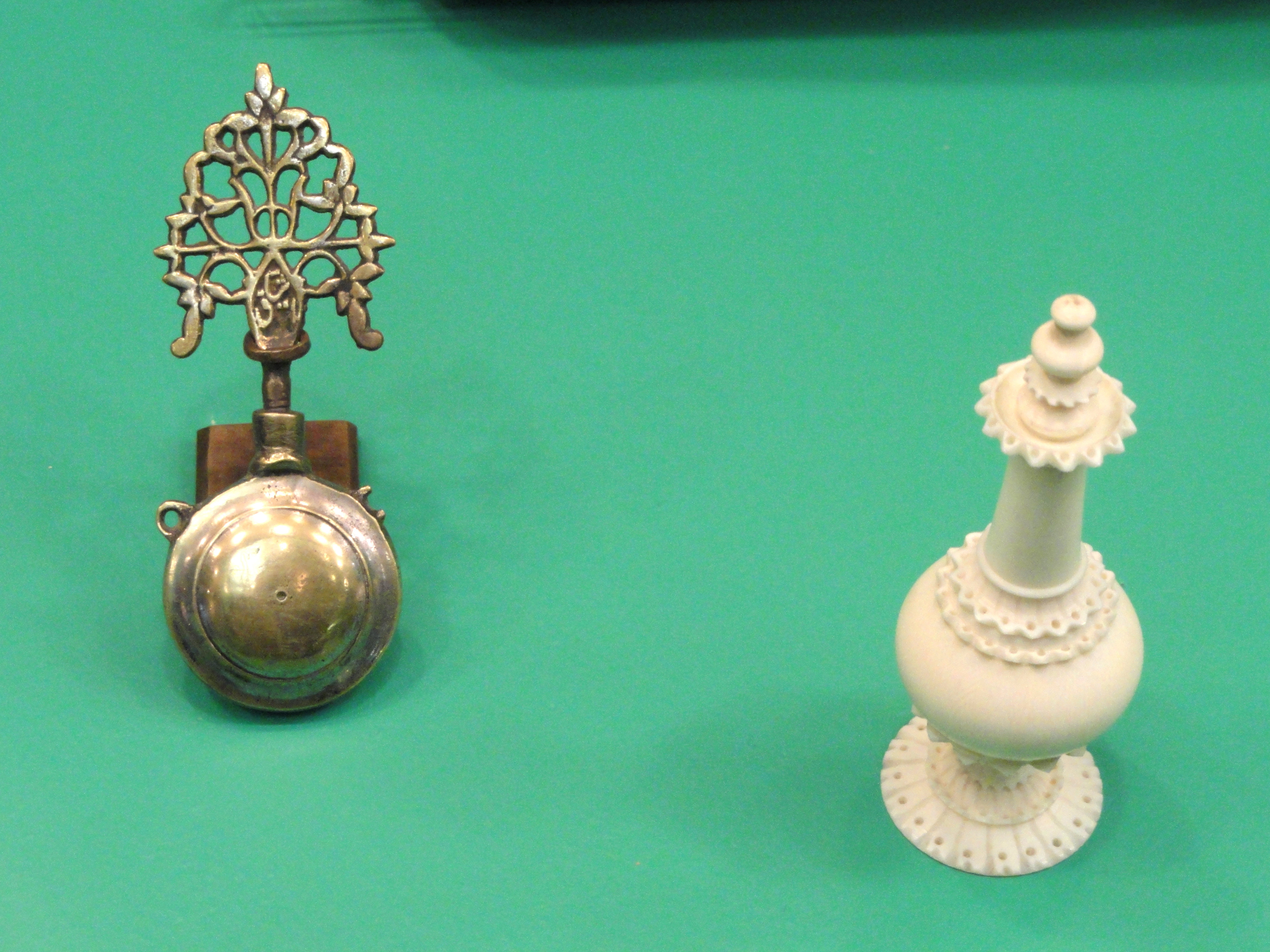
Petites bouteilles de khôl.
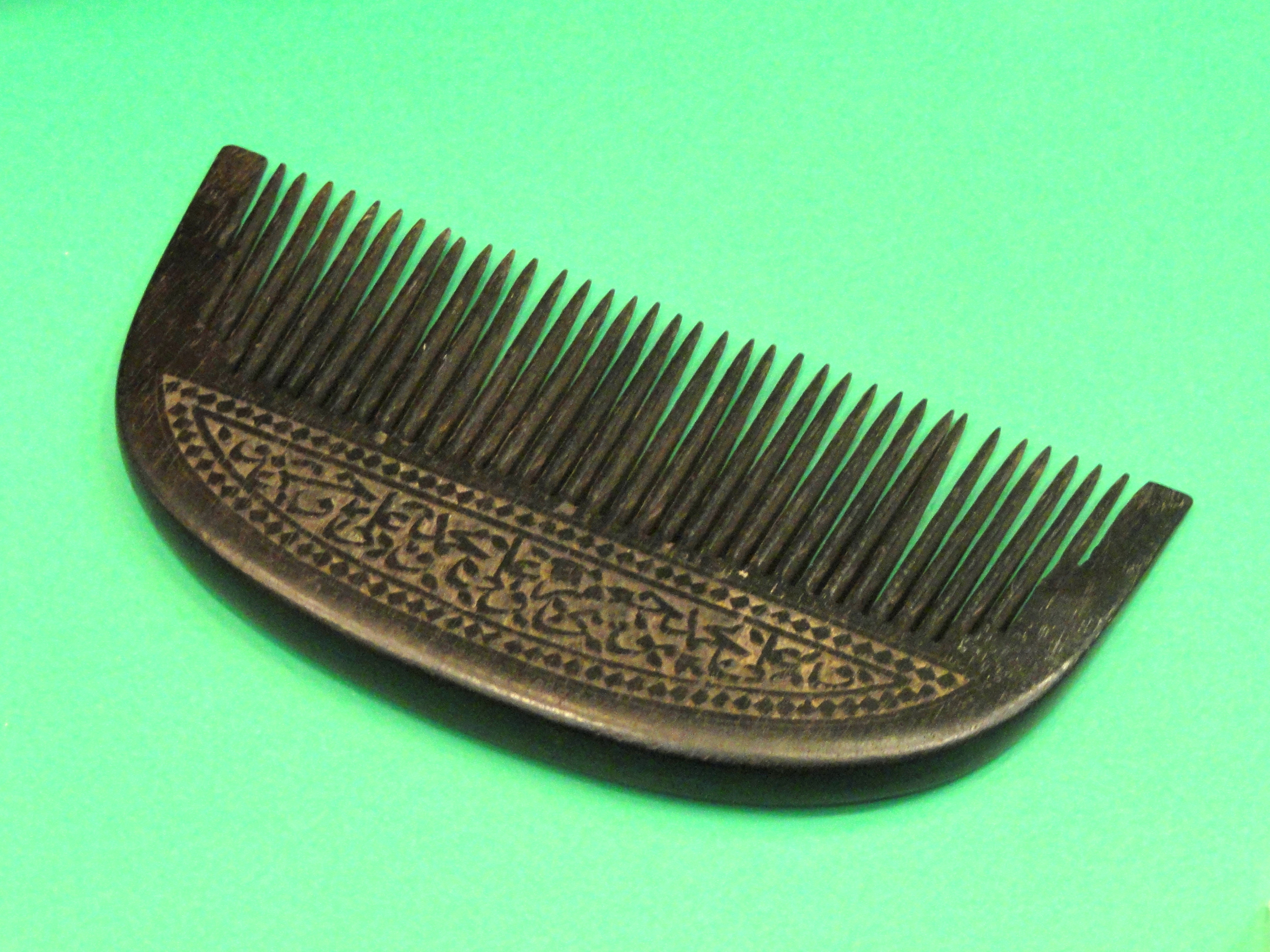
Peigne en bois.
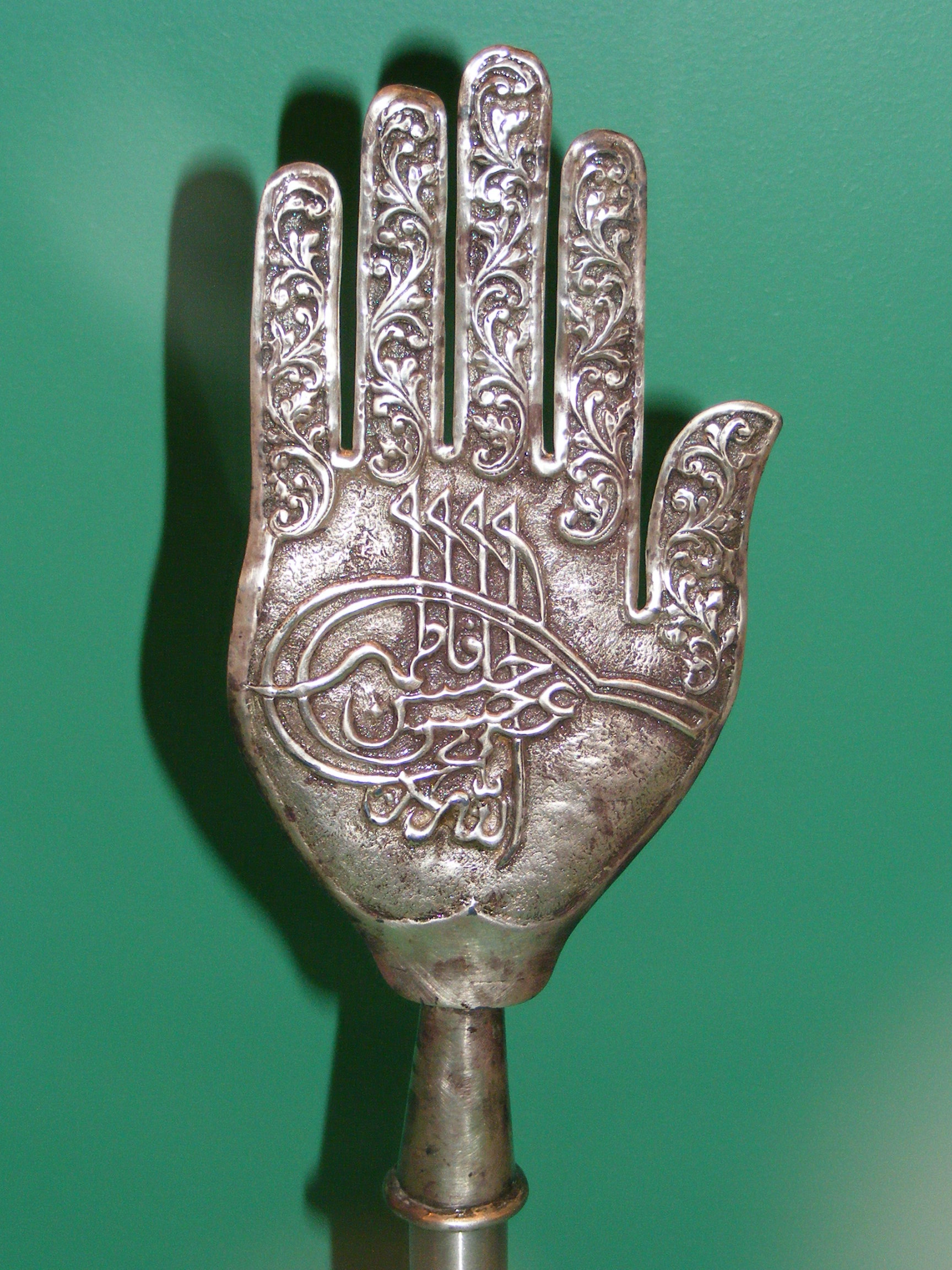
Main sculptée portant des passages calligraphiés.
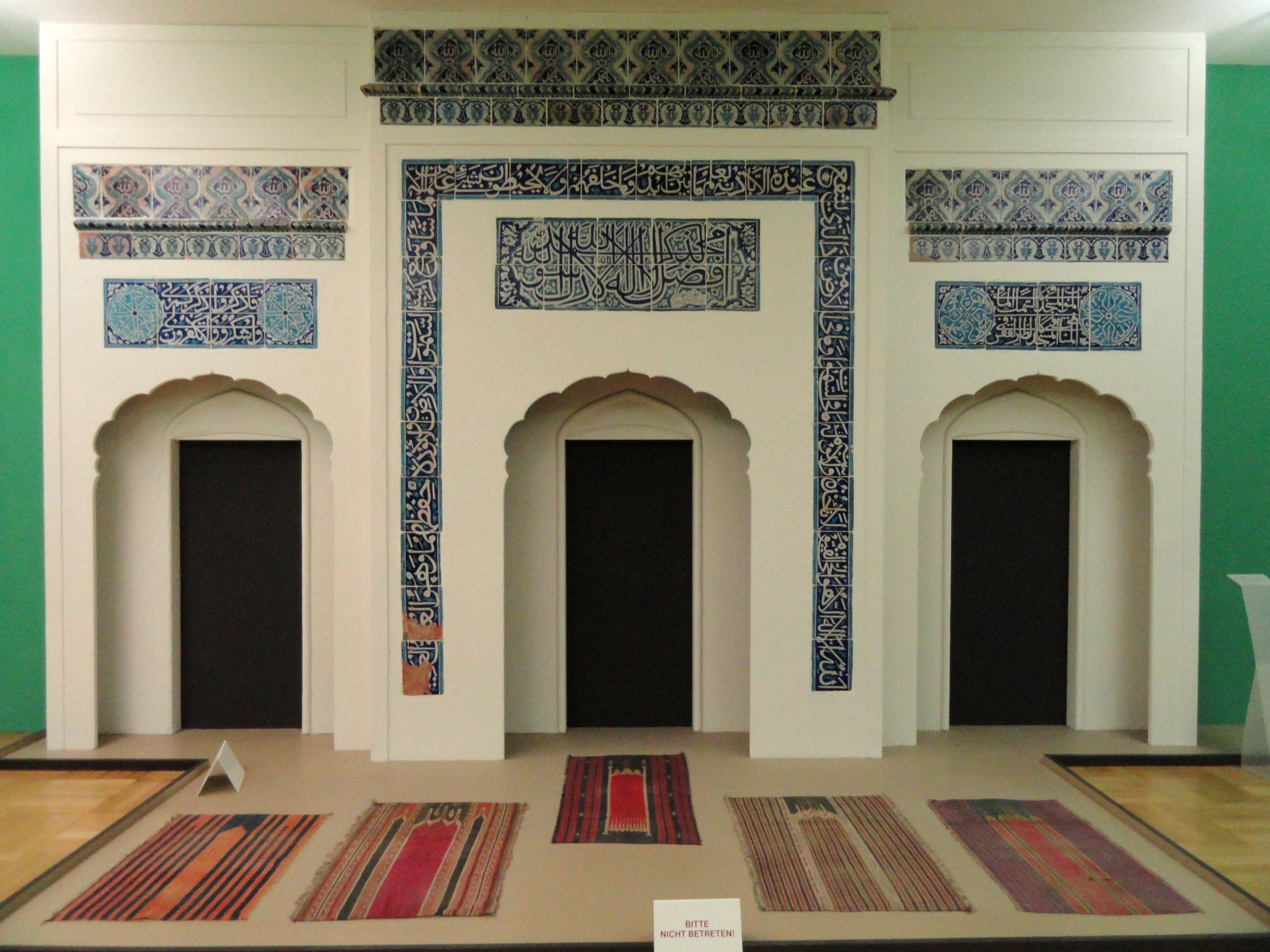
Tapis et carreaux de faïence.
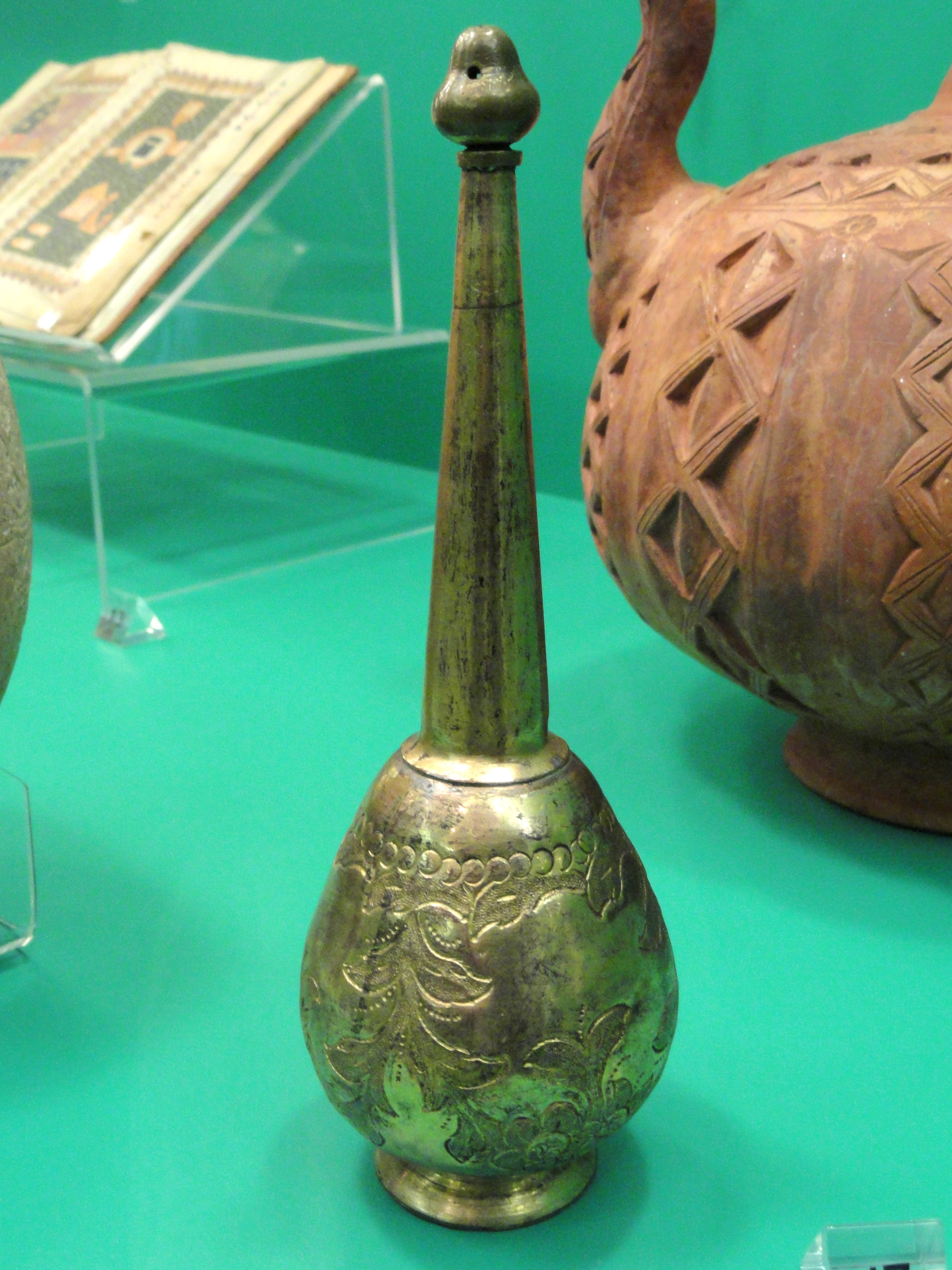
Fiole en métal ouvragé.

### Asie du Sud et du Sud-est
Sont représentés principalement des éléments religieux en provenance d’Inde, de Thaïlande et de Birmanie, comme des têtes de Bouddha ou des statuettes des divinités hindoues Shiva et Krishna.

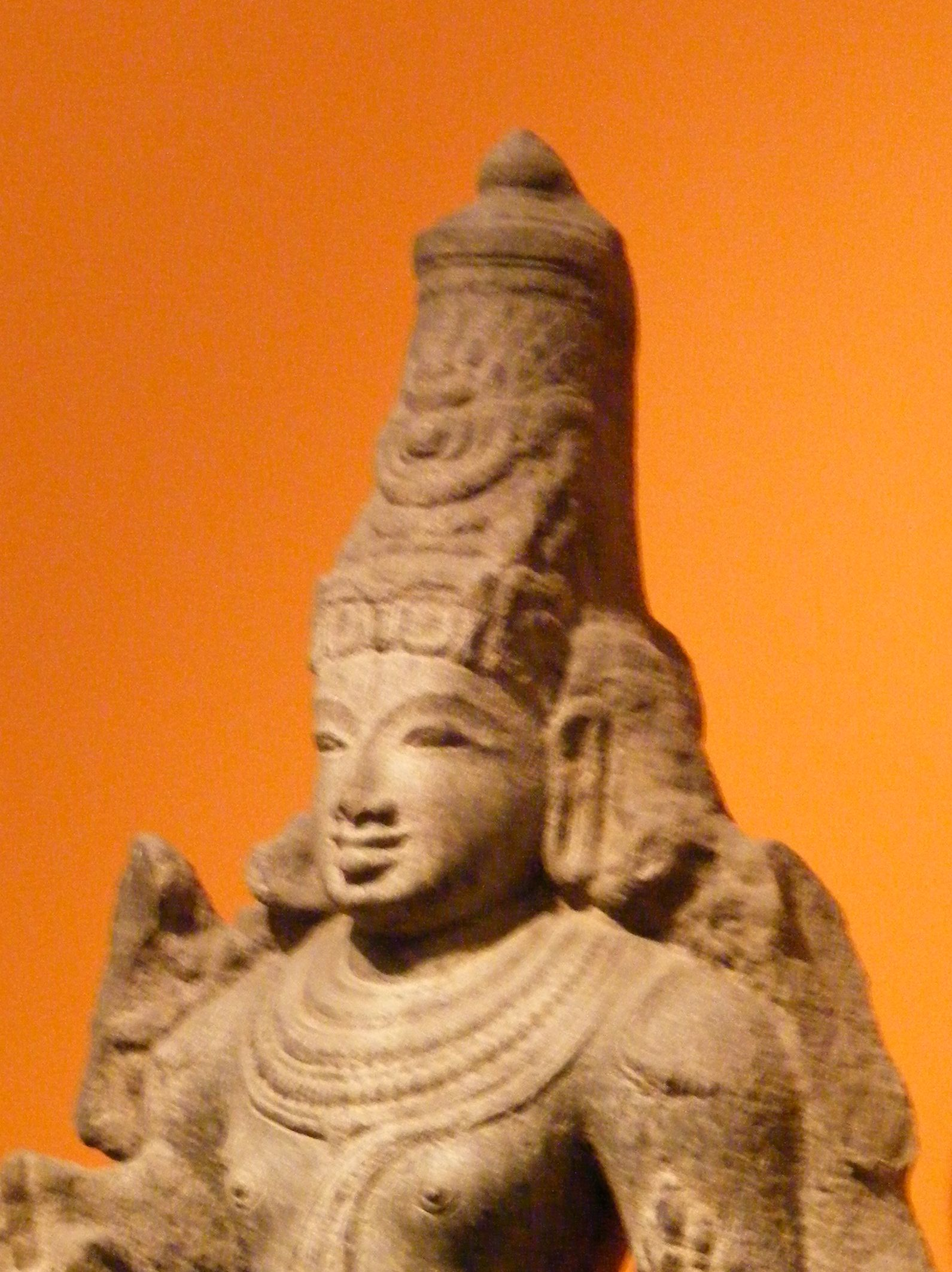
Statue en pierre.
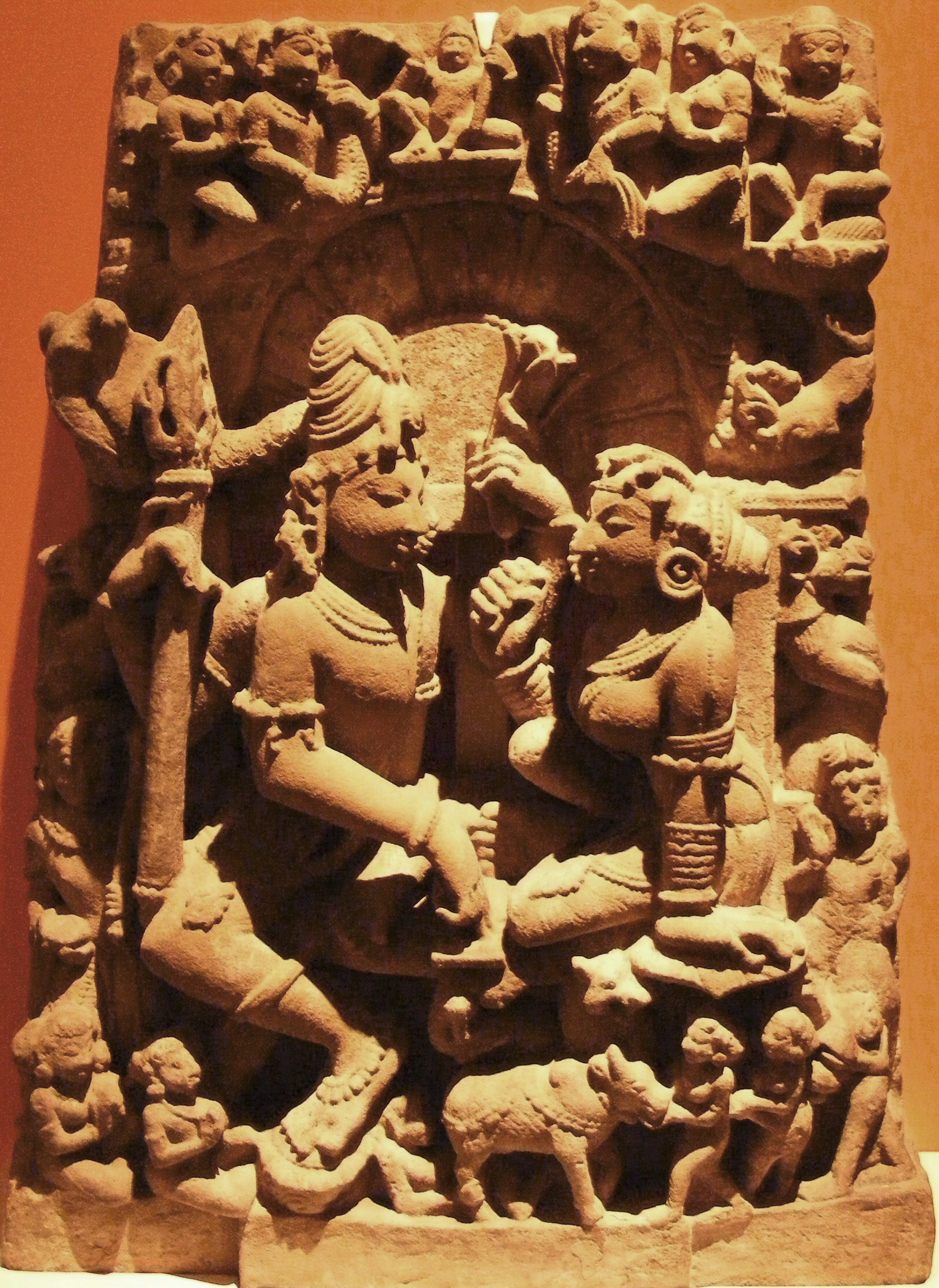
Bas-relief représentant Shiva et Parvati jouant aux dames.
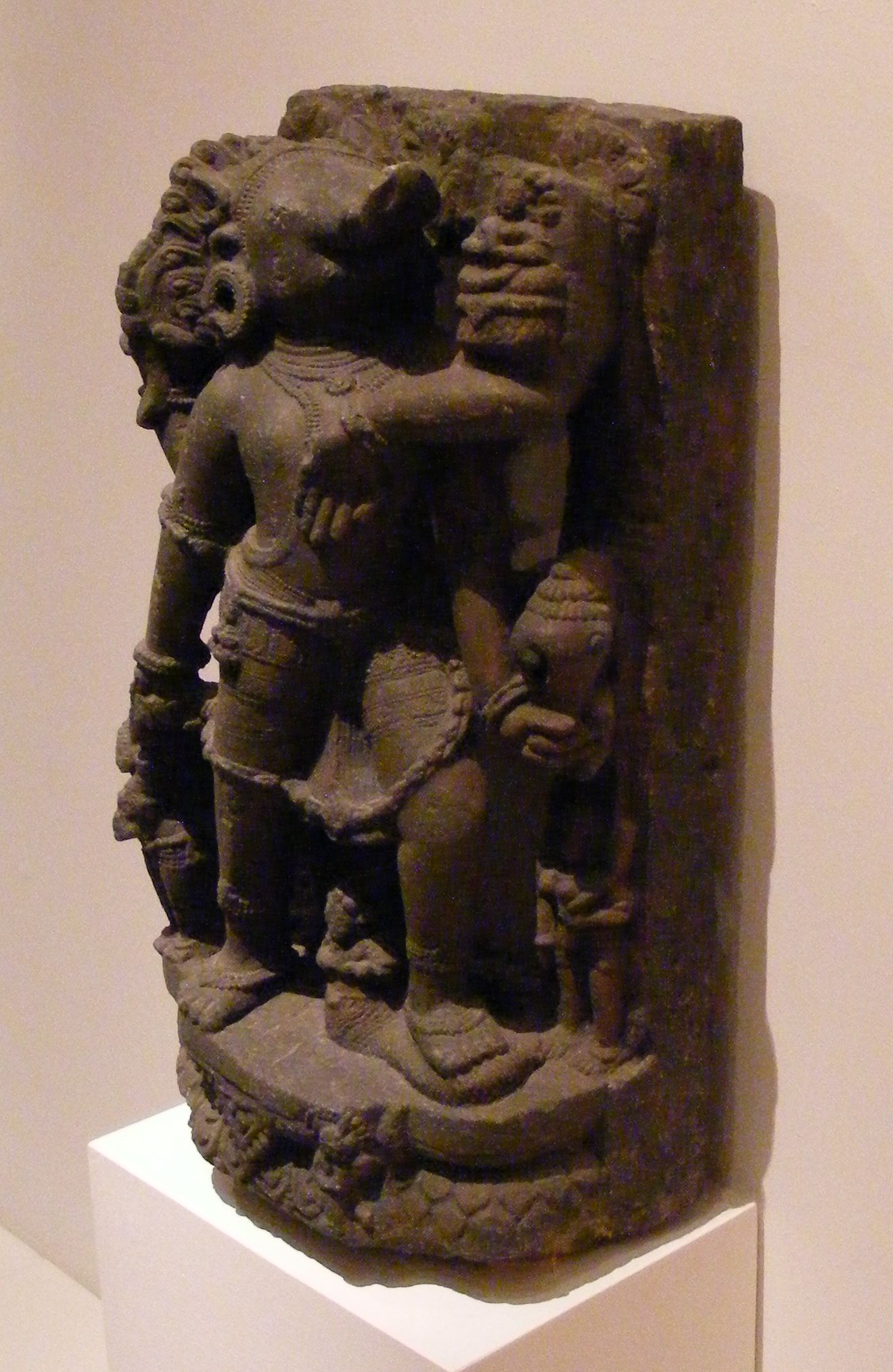
Sculpture en basalte (XIIIe siècle).

### Asie de l’Est
Parmi les collections asiatiques se trouvent de nombreuses pièces relevant du bouddhisme au Japon, en Chine et au Tibet, dont une statue de Bouddha Amitabha, une reproduction d’une pagode impériale chinoise en ivoire, ainsi qu’un temple japonais (avec des statues de Bouddha et de gardes). Cette section présente aussi une part significative de la collection d’Alexandre von Siebold, et une collection de gravures en bois colorées du Japon, datant du XVIIe siècle au XXe siècle.

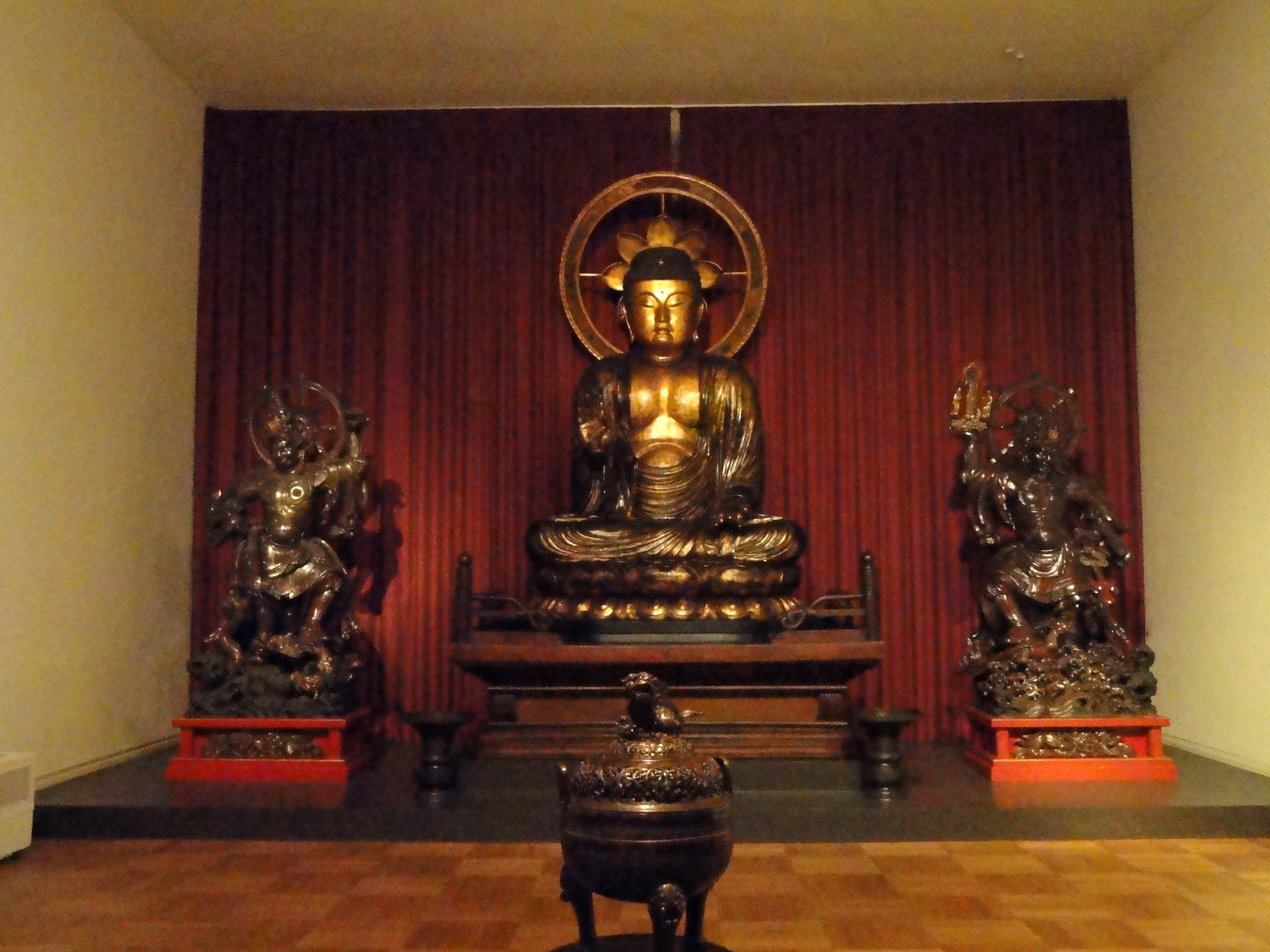
Reproduction d’un temple, avec des statues de Bouddha et ses gardiens.
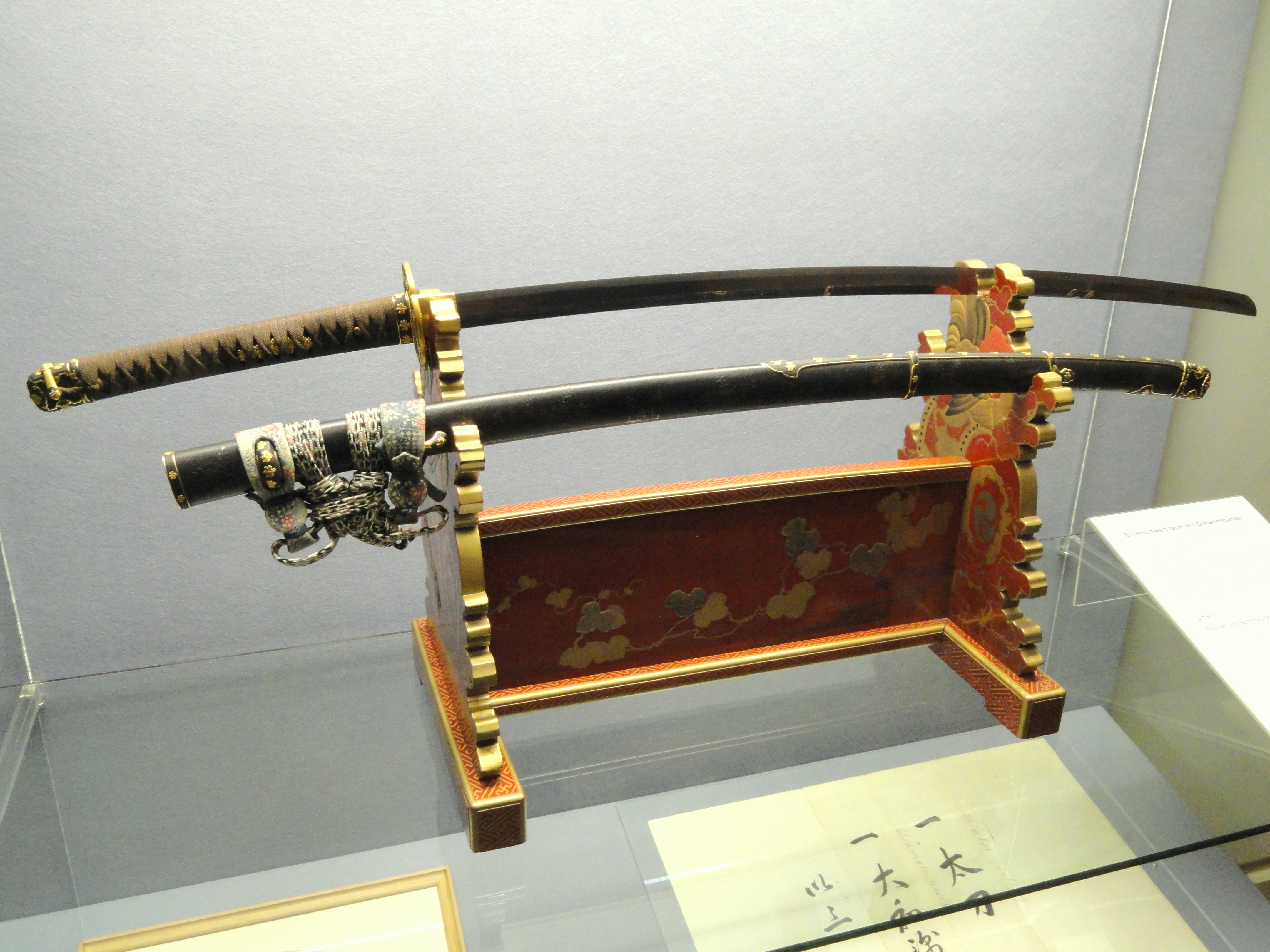
Sabres offerts par Tokugawa Iemochi à Philipp Franz von Siebold en 1861.
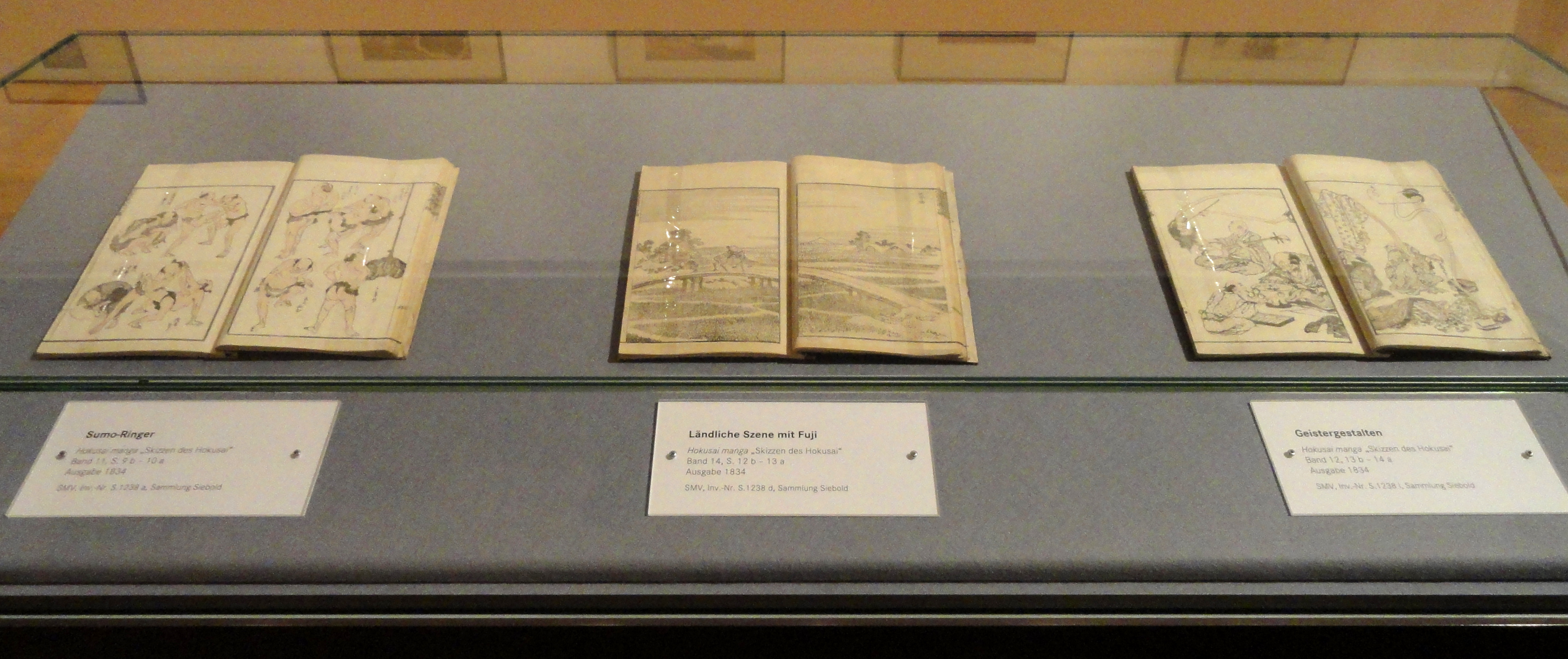
Livres d’estampes d’Hokusai (1834).
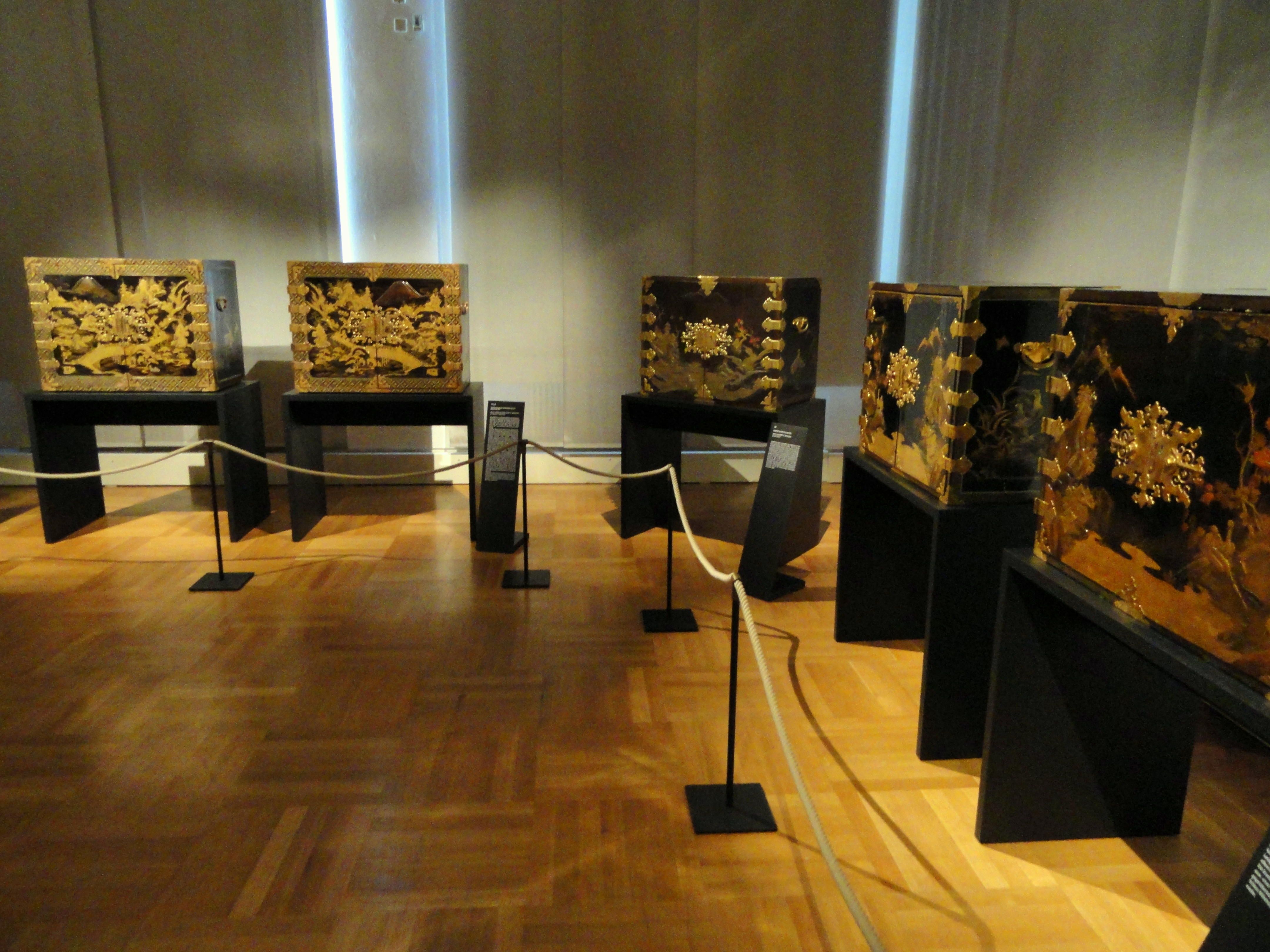
Ensemble de cabinets de bois laqué (Japon).
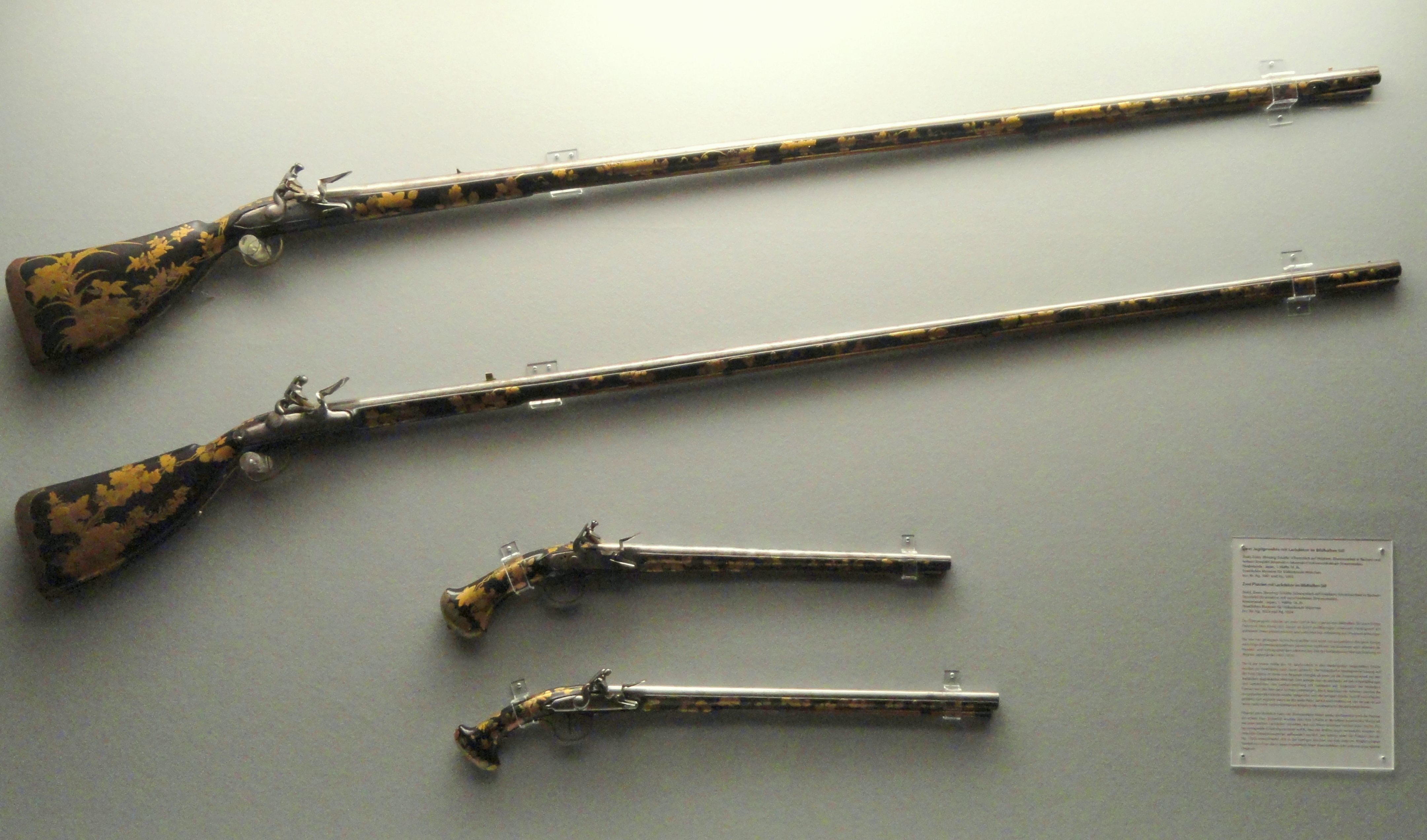
Fusils et pistolets japonais à la crosse en bois laqué.

### Océanie
Cette section accueille principalement des statuettes religieuses et artistiques, dont certaines mettent en valeur les pratiques de pêche, et la relation symbolique avec les âmes. On y voit notamment une pagaie mélanésienne peinte, représentant une scène de pêche, des statuettes mélanésiennes et polynésiennes, et des armes et boucliers australiens.

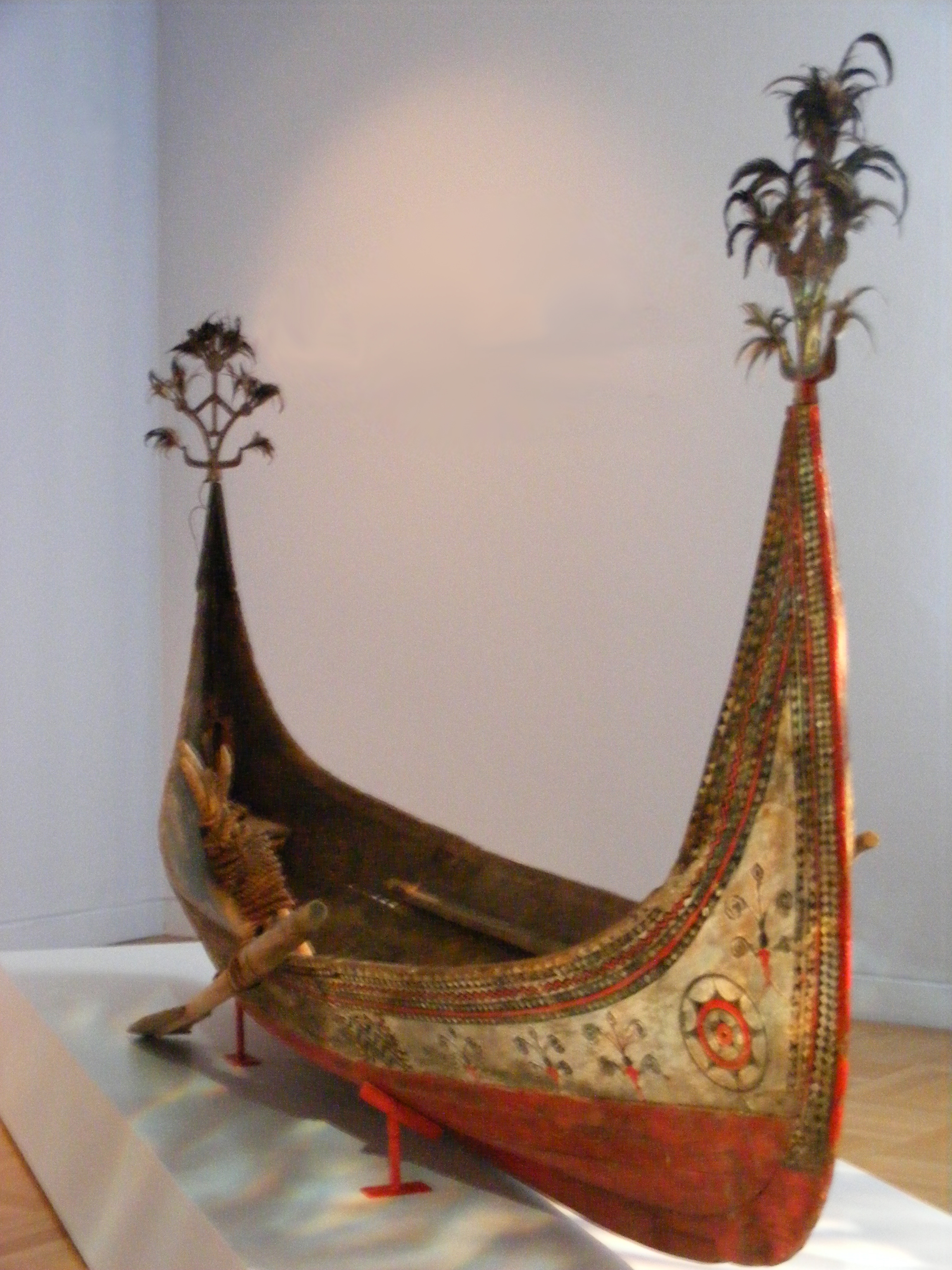
Petite embarcation (îles Orchides).
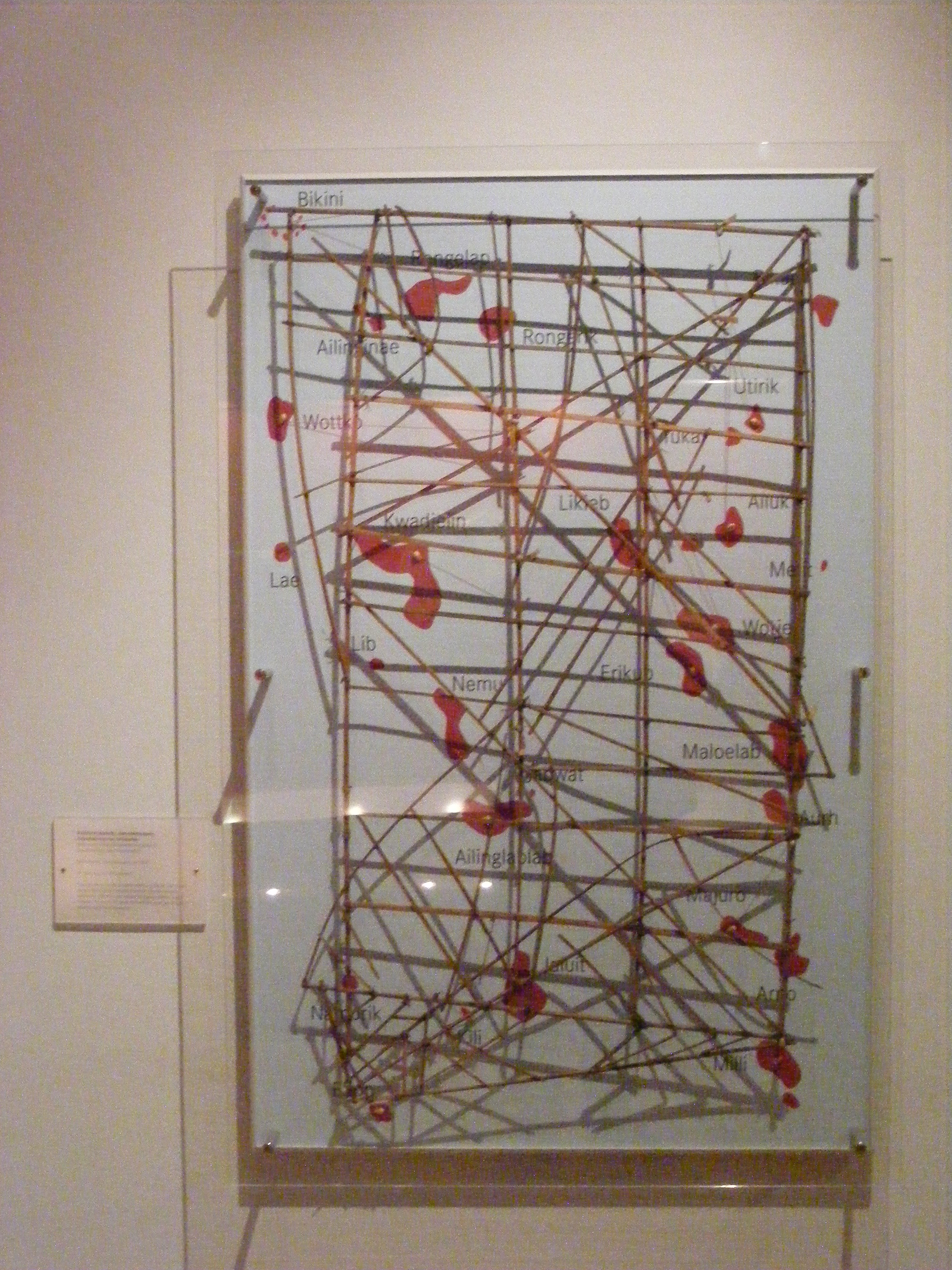
Carte des îles Marshall en branchages, sur une carte moderne.
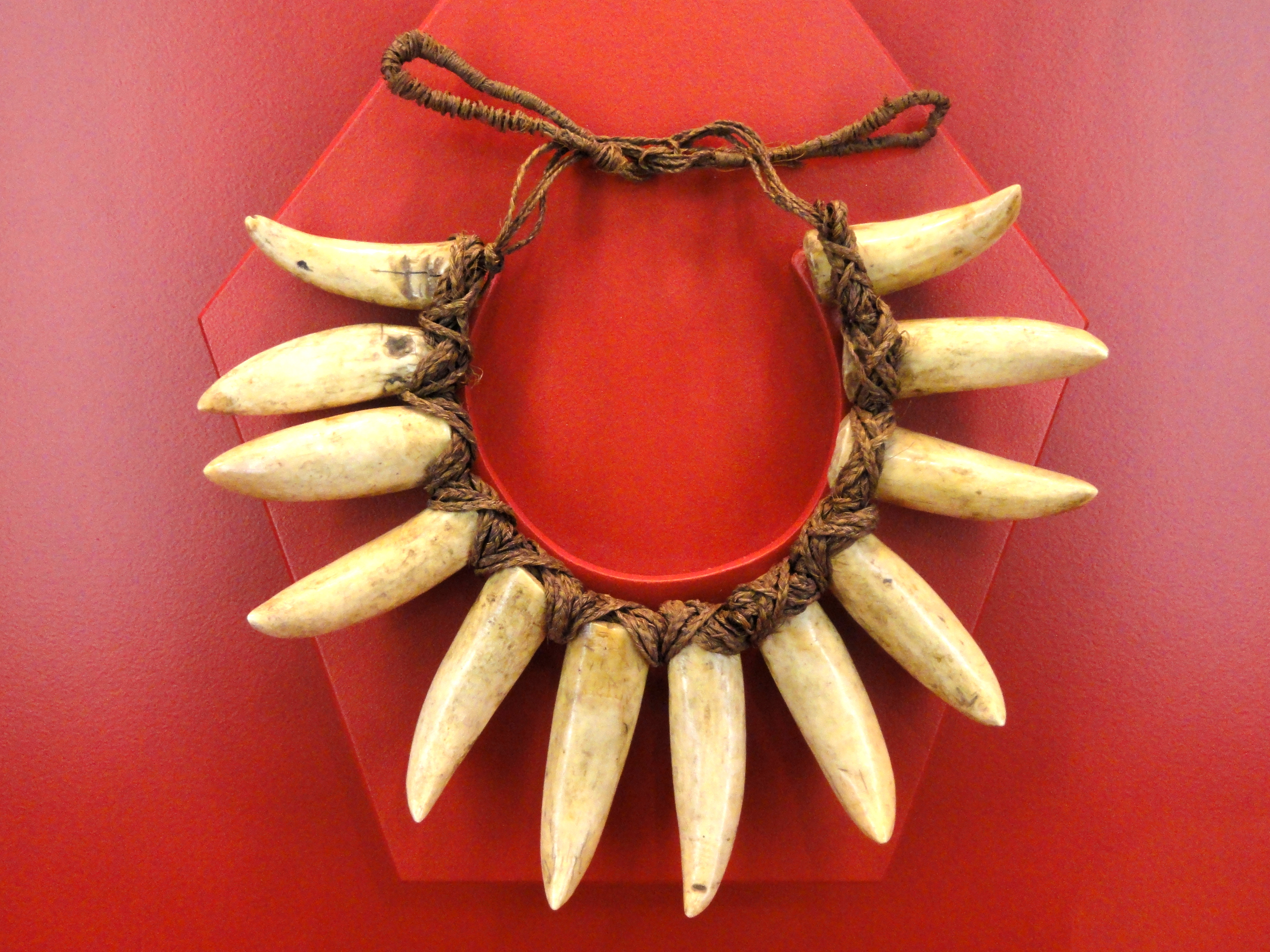
Collier en dents de cachalot (îles Fidji, 1895).
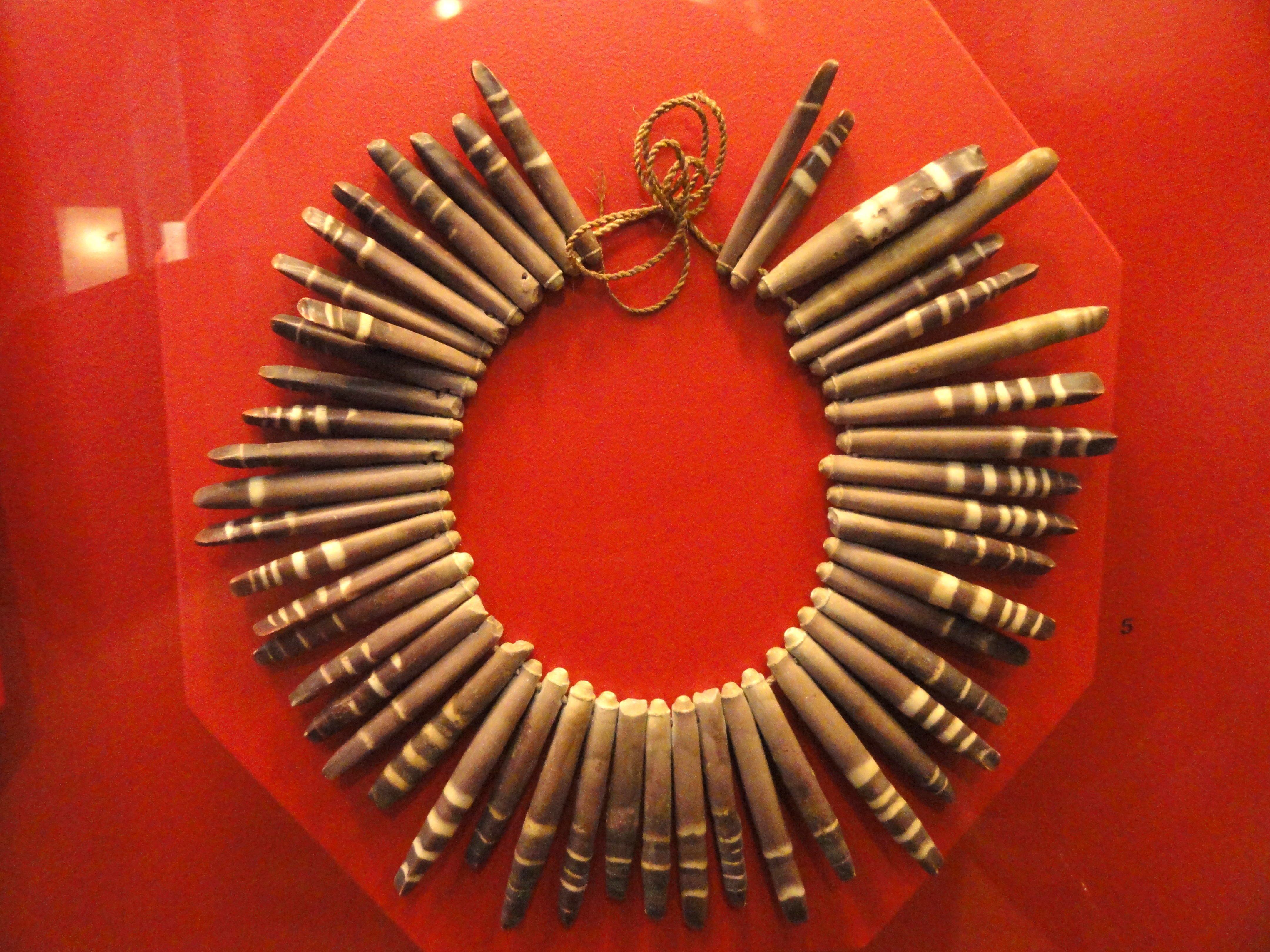
Collier en épines d'oursin (Palaos, 1912).
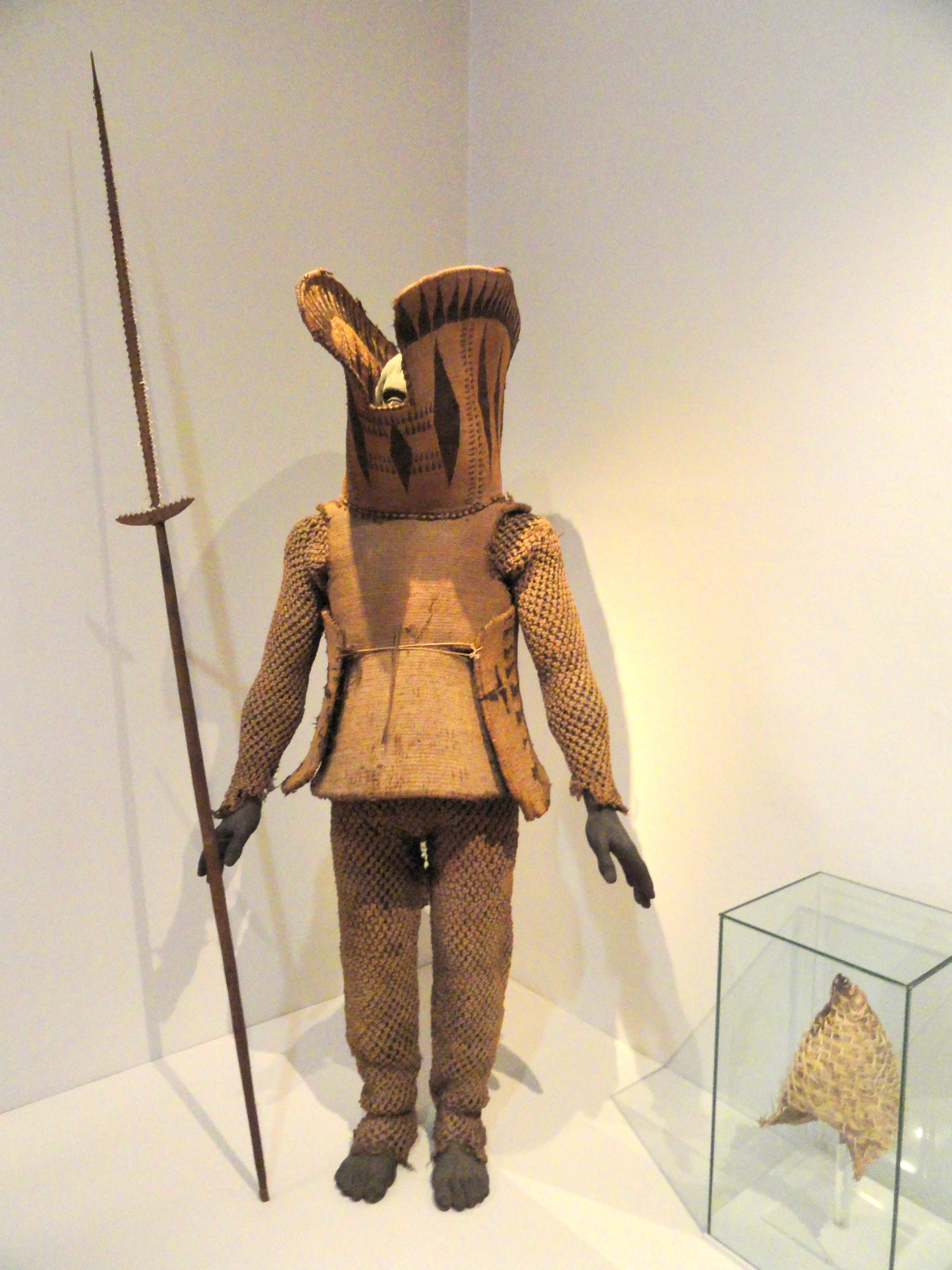
Costume de guerrier (Nauru, 1891).